# Manifestations des 10 et 11 janvier 2015
Les manifestations des 10 et 11 janvier 2015, également appelées « marches républicaines », sont un ensemble de rassemblements qui se déroulent sur le territoire français en réaction aux attentats djihadistes des 7, 8 et 9 janvier 2015 — dont les principaux sont l'attaque contre la rédaction du journal Charlie Hebdo et la prise d'otages dans un supermarché casher — qui ont coûté la vie à dix-sept personnes. À la suite du retentissement considérable de ces événements, aussi bien en France qu'à l'étranger, quarante-quatre dirigeants de divers pays participent au cortège parisien du 11 janvier 2015, tandis qu'au moins 265 villes françaises dénombrent au moins 1 000 personnes à leur manifestation, selon un décompte du journal Le Monde.
Le nombre total de manifestants à travers la France est estimé par le ministère de l'Intérieur à plus de 4 millions sur les deux journées, dont plus de 1,5 million le dimanche 11 janvier à Paris, ce qui en fait le plus important rassemblement de l'histoire moderne du pays. Parallèlement, de nombreuses manifestations et rassemblements de soutien ont eu lieu dans le monde, avec en particulier 30 000 manifestants à Montréal.

## Contexte
Les attentats de janvier 2015 en France sont une série de trois actions terroristes qui se sont déroulées entre les 7 et 9 janvier 2015 en Île-de-France, visant un journal, des journalistes, des policiers et des personnes juives : dix-sept personnes ont été assassinées et trois terroristes tués par les forces de l'ordre.
Le 7 janvier, vers 11 h 30, douze personnes, dont huit membres de la rédaction du journal Charlie Hebdo, un invité de la rédaction, un agent de maintenance, et deux policiers, sont tués par Chérif et Saïd Kouachi, deux anciens membres de la filière djihadiste dite « des Buttes-Chaumont » qui se réclament d'Al-Qaïda dans la péninsule Arabique. La ligne éditoriale de Charlie Hebdo — et le soutien qu'il avait apporté au Jyllands-Posten en reproduisant les caricatures de Mahomet du journal danois — avaient fait de l'hebdomadaire satirique une cible privilégiée pour les terroristes islamistes.
Le 8 janvier, une policière municipale de Montrouge est tuée par Amedy Coulibaly, un complice des frères Kouachi ; le lendemain, le même individu, qui se réclame de l'État islamique, attaque une supérette cachère porte de Vincennes, à Paris, tuant quatre personnes et en prenant plus de dix autres en otage. Les frères Kouachi — qui se sont retranchés dans une imprimerie en Seine-et-Marne, où il a été dit un temps qu'ils auraient pris un otage — et Coulibaly sont, chacun de leur côté, abattus par les forces de l'ordre le 9 janvier, en fin d'après-midi.

## 10 janvier 2015
France
- Paris : >2 000 000
- Toulouse : 150 000 - 180 000[4]
- Nantes : 75 000
- Nancy : 50 000[5]
- Marseille : 45 000
- Strasbourg : 45 000
- Metz : 40 000 - 45 000[6]
- Tours : 35 000 - 40 000
- Lille : 35 000 - 40 000
- Besançon : 30 000
- Nice : 30 000
- Limoges : 30 000
- Pau : 40 000
- Orléans : 22 000
- Agen : 13 000
- Le Havre : 10 000

International
- Bruxelles : 3 000
- Amsterdam : 18 000 (8 janvier)
- New York : 2 000
- San Francisco : 500
- Boston : 1 000

## 11 janvier 2015
Les diverses manifestations organisées à travers la France ont rassemblé quatre millions de personnes, la plus grande manifestation jamais recensée en France selon le ministère de l'Intérieur.
Il y a eu plus de 2 000 000 personnes à Paris, et chose unique dans l'histoire, il y eut en fait tant de personnes présentes dans les rues qu'il ne fut pas possible de précisément bien compter le nombre total de participants, les systèmes classiques de comptabilisation furent dépassés[réf. nécessaire].

### Paris

#### Parcours

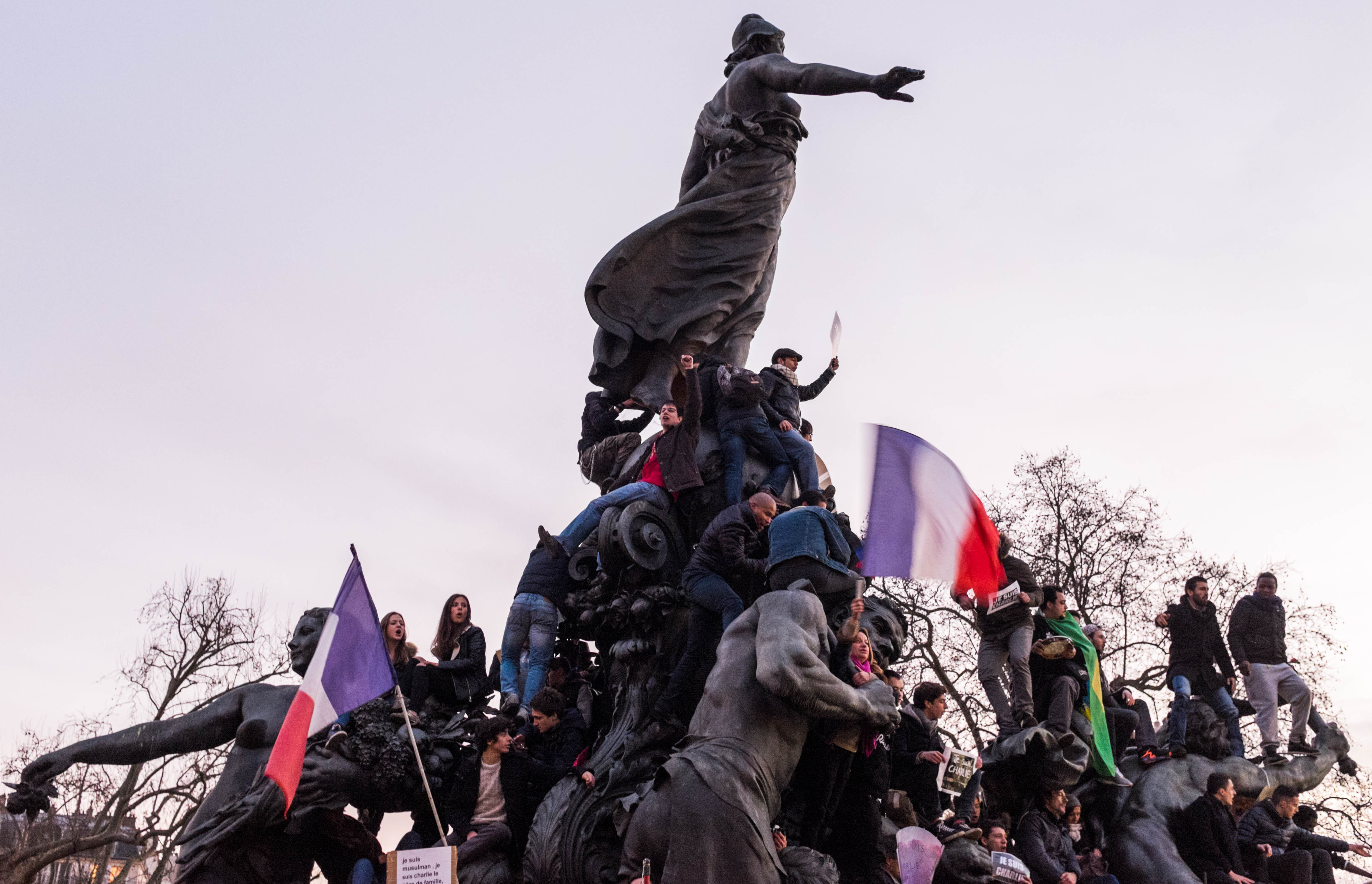
Vers 17 h30, manifestants de la Marche républicaine hissés sur Le Triomphe de la République, dans le square de la place de la Nation.

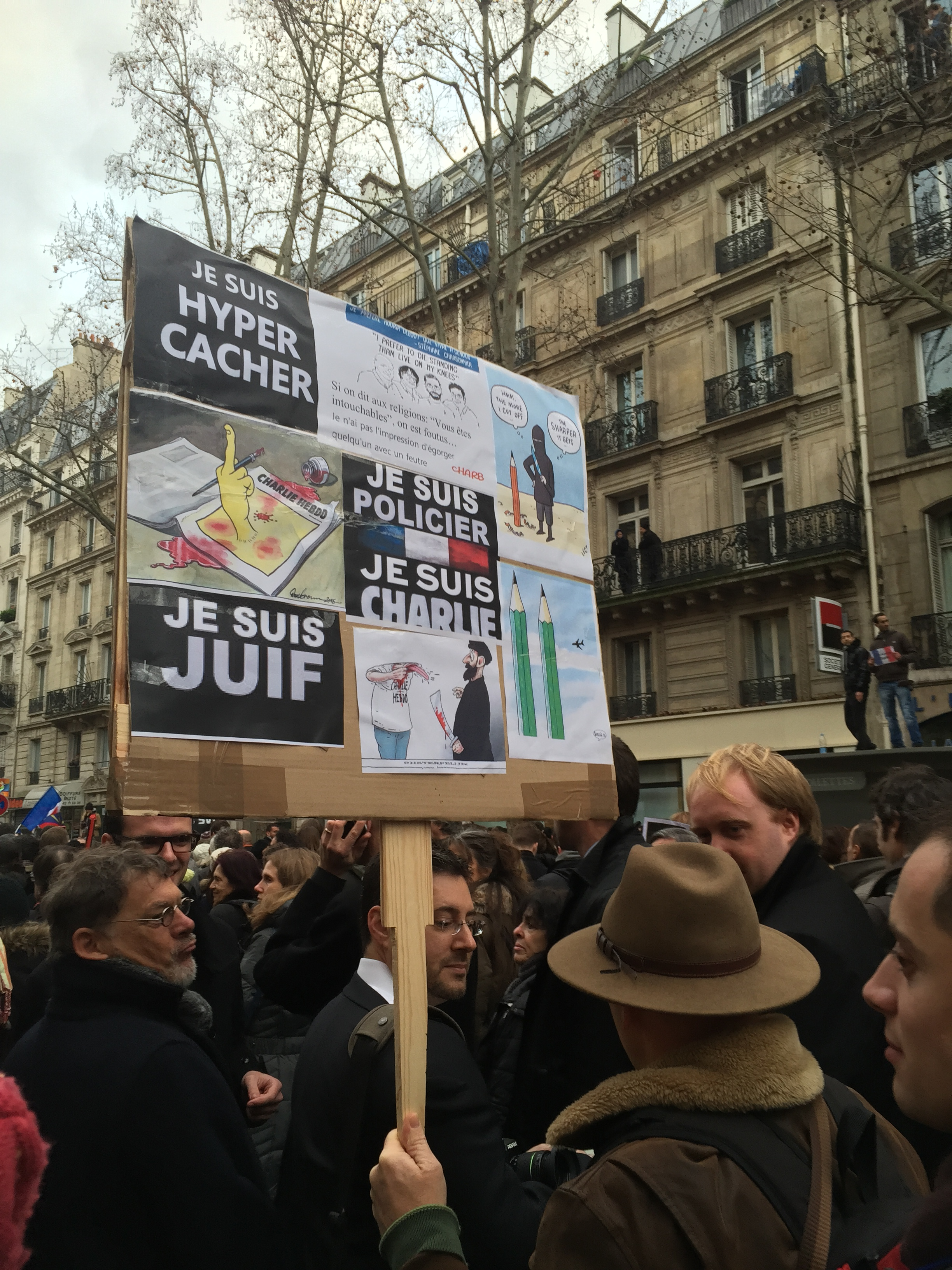
Panneau syncrétique rappelant les victimes de Charlie-Hebdo, du magasin Hyper Cacher et de la police.

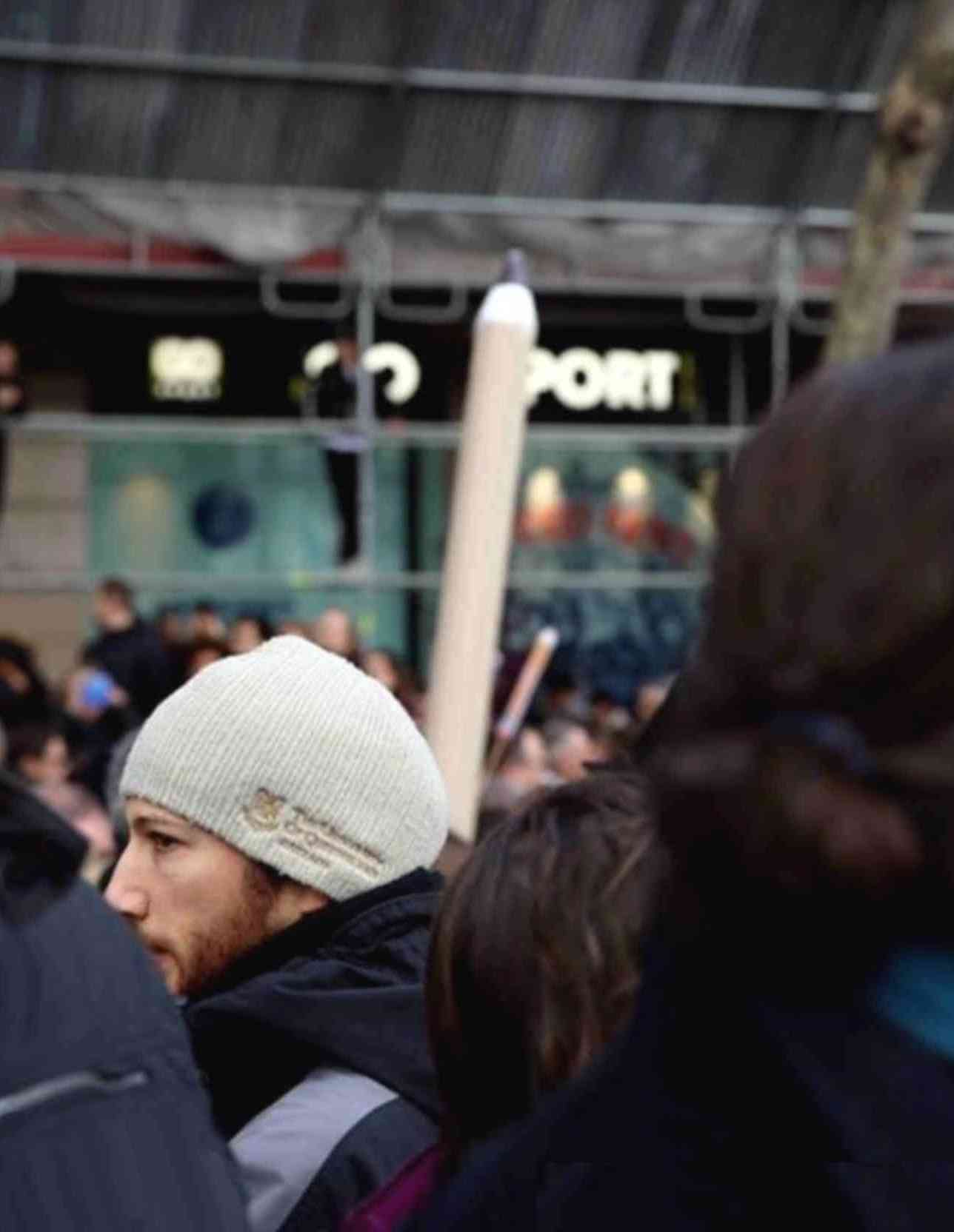
Marche républicaine à Paris, un crayon géant en hommage à Charlie-Hebdo, aux dessinateurs, à la liberté d'expression contre le terrorisme.

Le cortège parisien va de la place de la République en direction de la place de la Nation, via le boulevard Voltaire. Le défilé passe à 500 mètres du lieu de l'attentat contre Charlie Hebdo. Un deuxième itinéraire passe par le boulevard de Ménilmontant puis l'avenue Philippe-Auguste. Un troisième itinéraire passe par la place de la Bastille via le boulevard des Filles-du-Calvaire.

#### Dispositif de sécurité
La forte concentration de population attendue et la présence de nombreux chefs d'État et de gouvernement du monde entier, fait de la manifestation de Paris un événement à hauts risques. Au total, 2 300 policiers en tenue sont mobilisés pour cette journée. Ils sont épaulés par 1 300 militaires, et par plusieurs centaines de policiers en civil. Des tireurs d'élite sont positionnés sur les toits de Paris. En privé, le ministre de l'Intérieur Bernard Cazeneuve fait part à François Hollande de ses préoccupations quant à l'encadrement de la manifestation.
Le syndicat des transports d'Île-de-France annonce la gratuité des transports pour se rendre au rassemblement républicain le dimanche 11 janvier 2015. La RATP signale que, sur instruction de la préfecture de Police, les stations suivantes sont fermées dès 10 heures :
- lignes 3, 5, 8, 9 et 11 : République ;
- Ligne 3 : Temple, Parmentier ;
- Ligne 5 : Oberkampf, Bréguet Sabin, Richard-Lenoir ;
- Ligne 8 : Filles du Calvaire, Saint-Sébastien - Froissart, Chemin Vert ;
- Ligne 9 : Oberkampf, Saint-Ambroise, Voltaire, Charonne, Rue des Boulets.

En milieu d'après-midi, la RATP annonce, sur instruction de la préfecture de Police, la fermeture de la station Nation. La station Strasbourg Saint-Denis est également fermée. La marche républicaine se déroule finalement sans encombre.

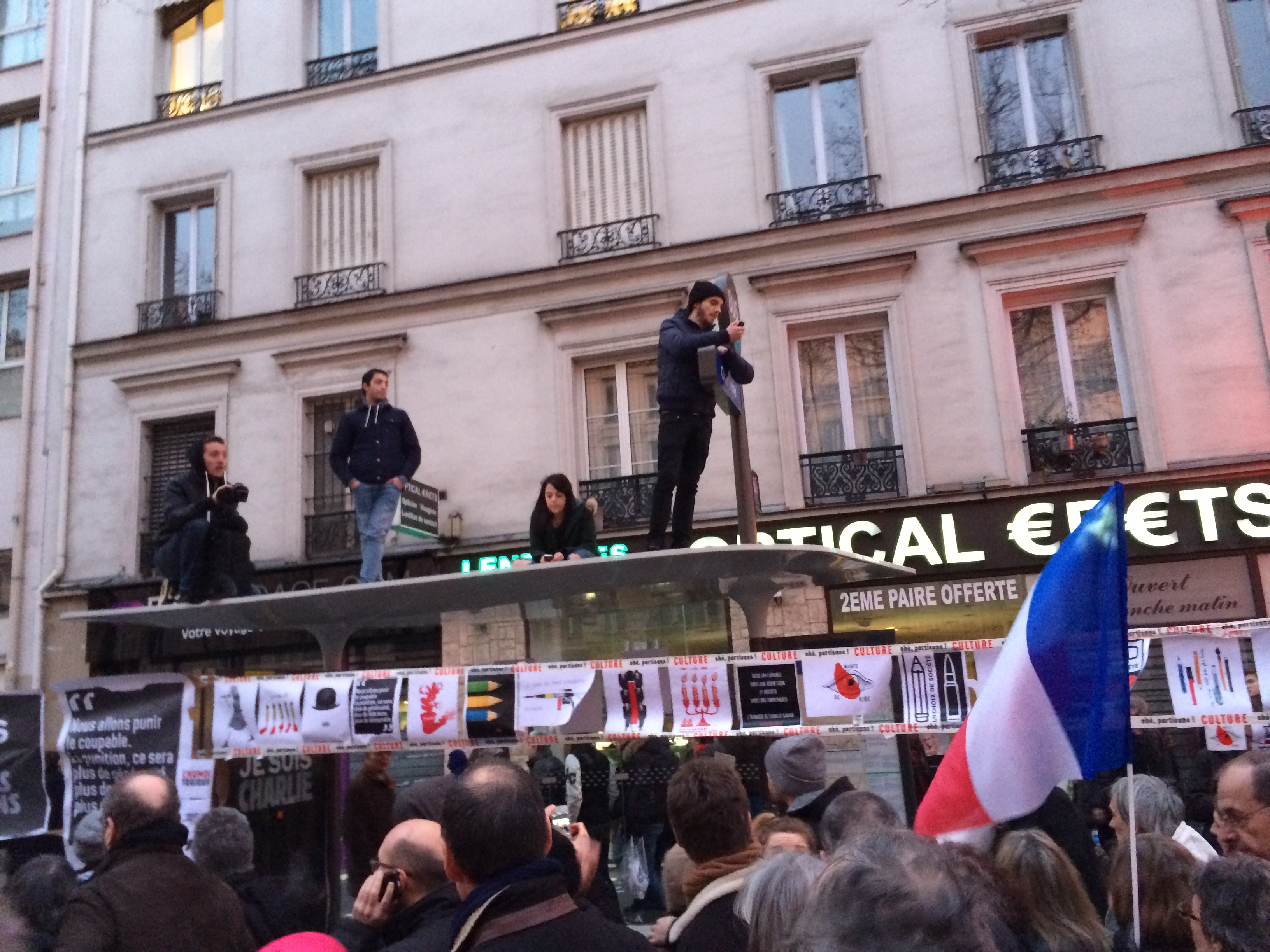
Scène de la manifestation parisienne, avec des banderoles de dessins de presse et d'expression.

#### Polémiques et controverses
Dès le début de l'organisation de ces manifestations, plusieurs voix s'élèvent contre des formes « d'union sacrée » et les « récupérations » et risques de dérives que celles-ci annonceraient. Le dessinateur Luz trouve « formidable » l'ampleur du soutien envers Charlie Hebdo, mais se dit étranger au ton des hommages comme à l'usage de La Marseillaise lors des manifestations, qui lui paraissent en contradiction avec l'esprit du journal. Il souligne à ce titre le danger de transformer en « symbole » un journal qui n'a jamais eu cette vocation, et le profit que peuvent tirer les politiques de l'« union nationale » : pour lui, « Le symbolisme au sens large, tout le monde peut en faire n’importe quoi ». Une controverse naît également concernant l'éventuelle participation d'élus Front national à la marche parisienne : une majorité des dirigeants des partis de gauche est hostile à la présence du FN, tandis que l'UMP ne s'y oppose pas, au nom de l'union nationale. Le PS est lui-même divisé : son premier secrétaire, Jean-Christophe Cambadélis, contredit ainsi l'avis de la majorité des cadres du parti en déclarant que « vient qui veut et qui se sent concerné ». Certains responsables socialistes redoutent que l'exclusion du FN donne à ce parti l'occasion de se poser en victime. Le président de la République François Hollande déclare que « Tous les citoyens peuvent venir […], il n'y a pas de contrôles ». Marine Le Pen appelle ses partisans à manifester en province mais pas à Paris, dénonçant « les partis politiques sectaires » qui ont exclu le Front national de la marche parisienne, et opposant « le peuple français » à la classe politique qui a « récupéré » le cortège parisien. Elle-même manifeste le 11 janvier à Beaucaire, dont la municipalité a été gagnée par le FN lors des élections municipales de 2014. De son côté, Jean-Marie Le Pen, président d'honneur du Front national, juge la manifestation « orchestrée par les médias » et dénonce les responsables politiques présents lors de la manifestation comme des « charlots qui sont responsables de la décadence de la France », semant l'embarras au sein de la direction du FN.
Olivier Besancenot, de son côté, dénonce l'« instrumentalisation politique » des attentats et annonce que le Nouveau Parti anticapitaliste ne participera pas aux manifestations aux côtés des partis de gouvernement, de même que Lutte ouvrière, qui refuse de participer à l'union nationale. L'attitude des formations membres du Front de gauche est plus contrastée : Jean-Luc Mélenchon (proche du dessinateur Charb, assassiné lors des attentats) et son parti, le Parti de gauche participent aux manifestations du 11 janvier, mais se tiennent à l'écart des cortèges des autres formations politiques, dont ils dénoncent les manœuvres de récupération. Le Parti communiste français, dont le secrétaire national Pierre Laurent avait dans un premier temps appelé à l'unité nationale, appelle lui aussi à la méfiance face aux instrumentalisations. Une autre des composantes du Front de gauche, le mouvement Ensemble dirigé par Clémentine Autain, refuse quant à lui de signer l'appel commun à manifester, en arguant que « l'union sacrée vise à brouiller les repères pour mieux récupérer politiquement ».
Plusieurs dirigeants ou représentants de chef d'état étrangers présents à la marche républicaine de Paris ont été présentés comme étant peu sensibles aux libertés individuelles et au droit de la presse dans leur pays,,. Ainsi, les noms d'Ali Bongo, Viktor Orban, Sergueï Lavrov (ministre des Affaires étrangères russe), Ahmet Davutoğlu (Premier ministre turc), Ramtane Lamamra (ministre des Affaires étrangères algérien), Sameh Choukry (ministre des Affaires étrangères égyptien), Boni Yayi ou encore Abdallah II (roi de Jordanie) ont été cités.
Des voix s'élèvent en France et en particulier aux États-Unis sur le fait qu'aucun haut responsable du gouvernement américain n'a participé à la manifestation. De nombreux médias américains fustigent cette absence alors même que ces attentats ont eu un fort retentissement populaire aux États-Unis, de nombreuses personnalités apportant leur soutien aux manifestants. Si John Kerry, secrétaire d'État des États-Unis, n'était pas présent, il s'est rendu en France la semaine suivante pour « faire part à tout Paris et à toute la France de (son) émotion ». Il a également salué l'engagement du pays pour la liberté d'expression, qu'il considère comme « une inspiration pour le monde entier ».

Rassemblement à Paris
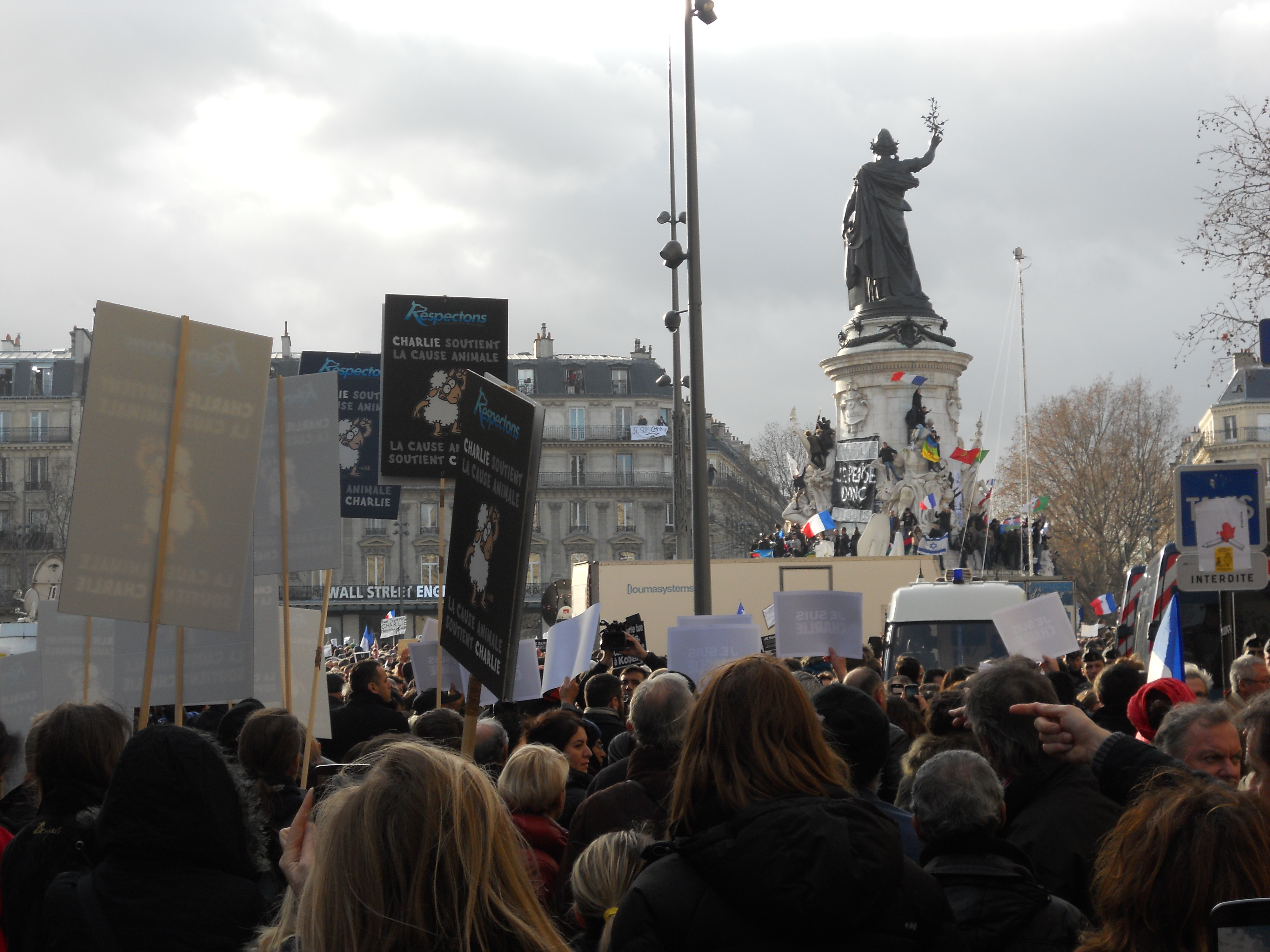
À 14 heures 15, la place de la République déjà pleine.
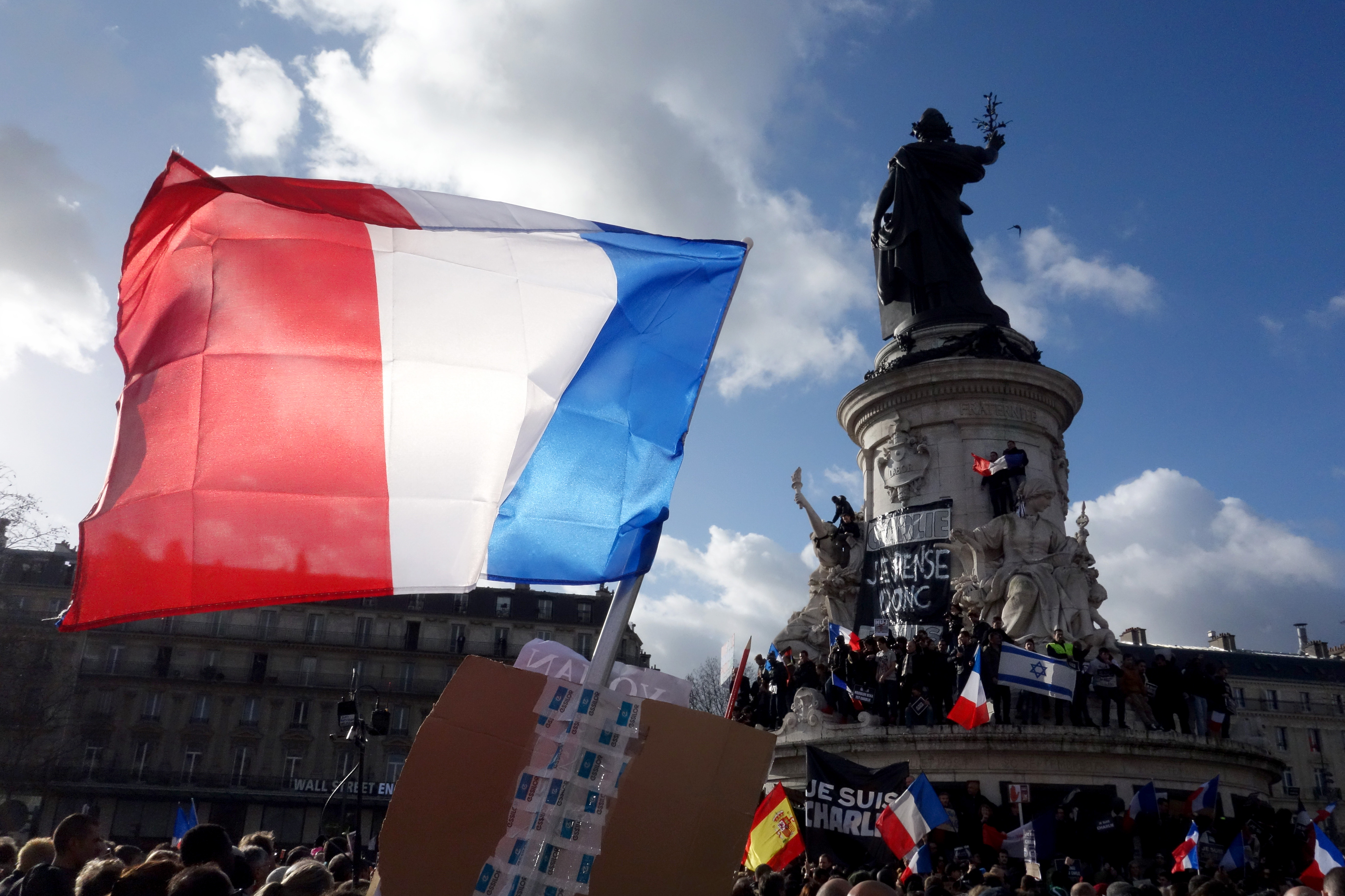
Place de la République.
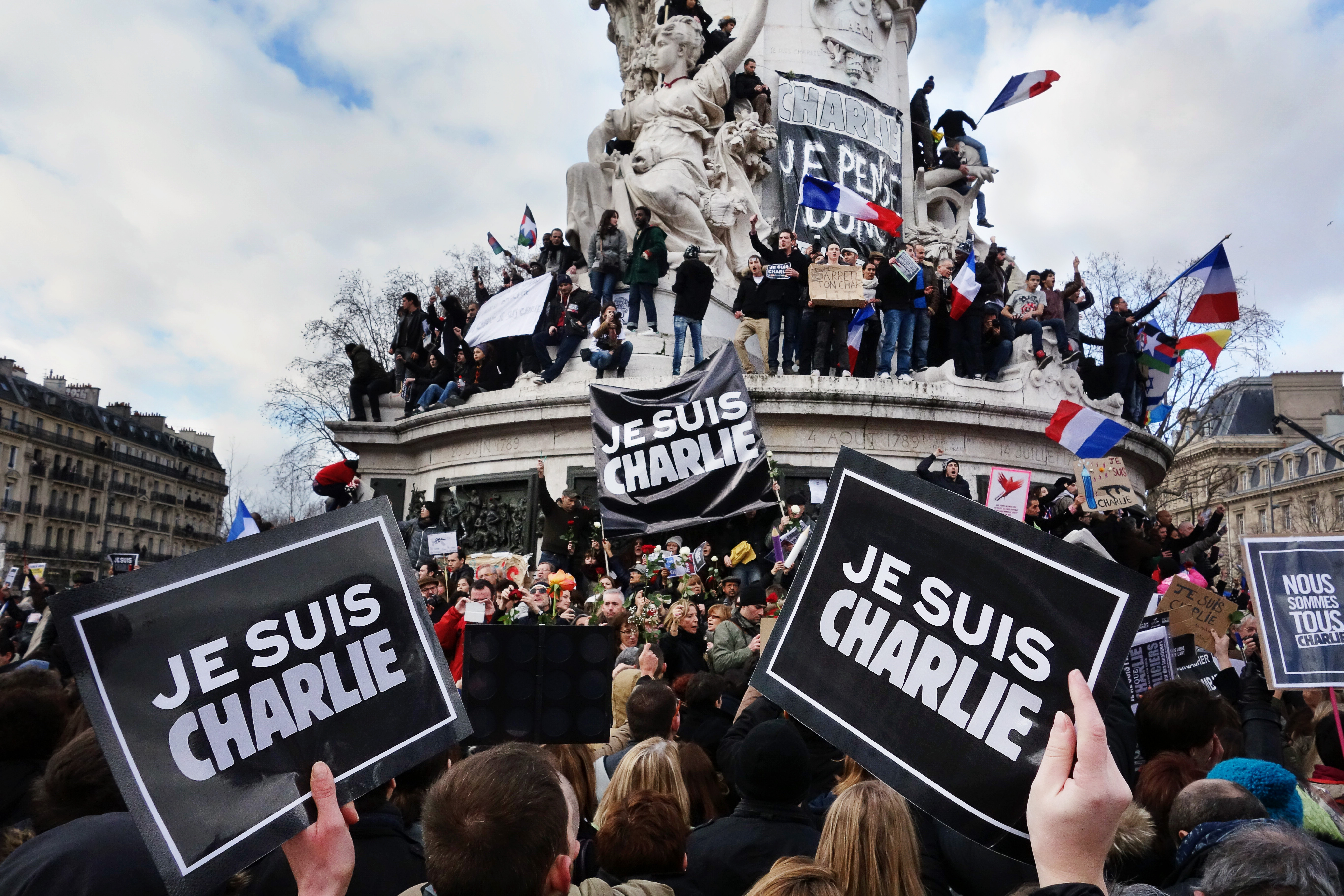
Place de la République.
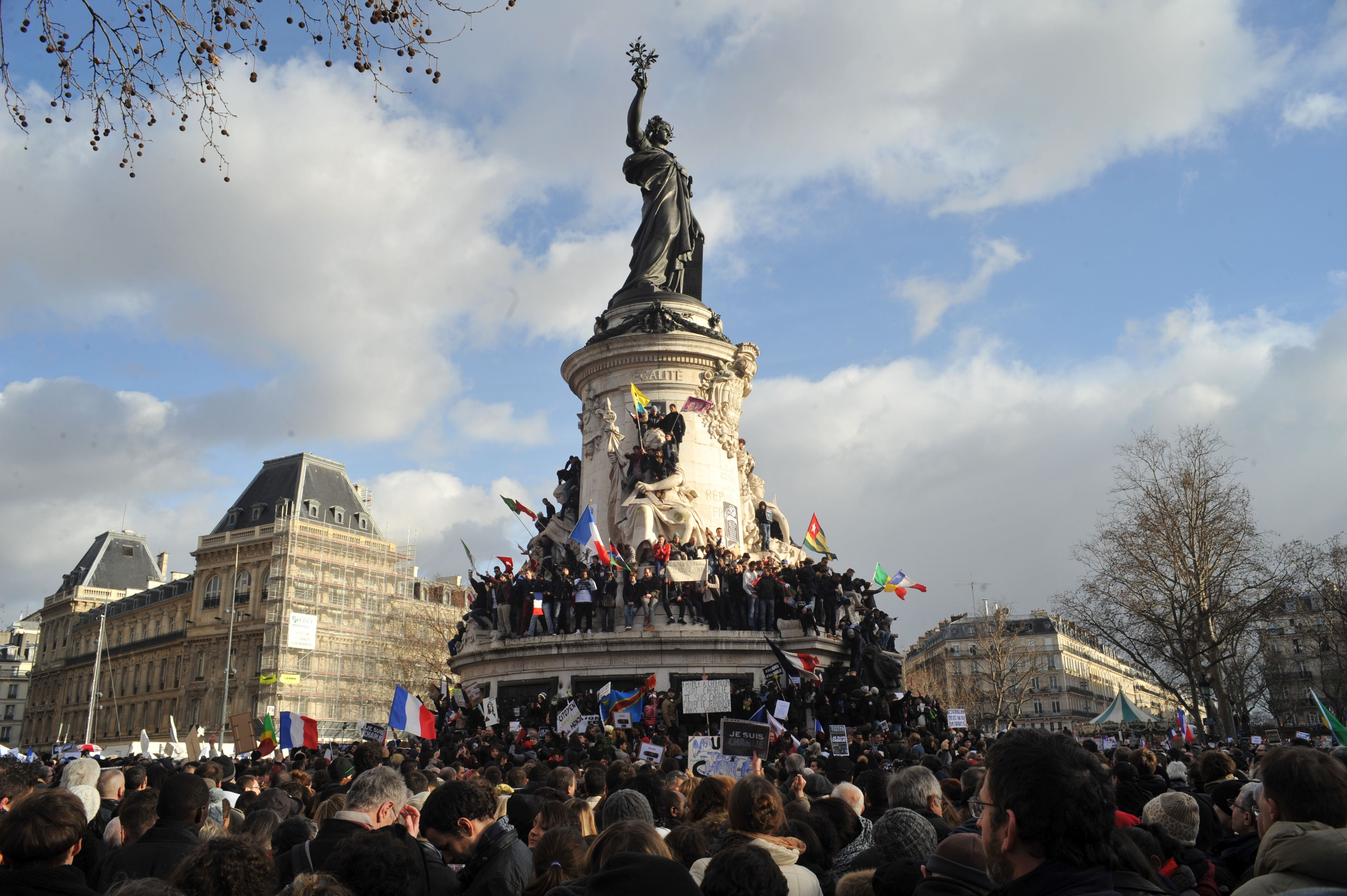
Place de la République.
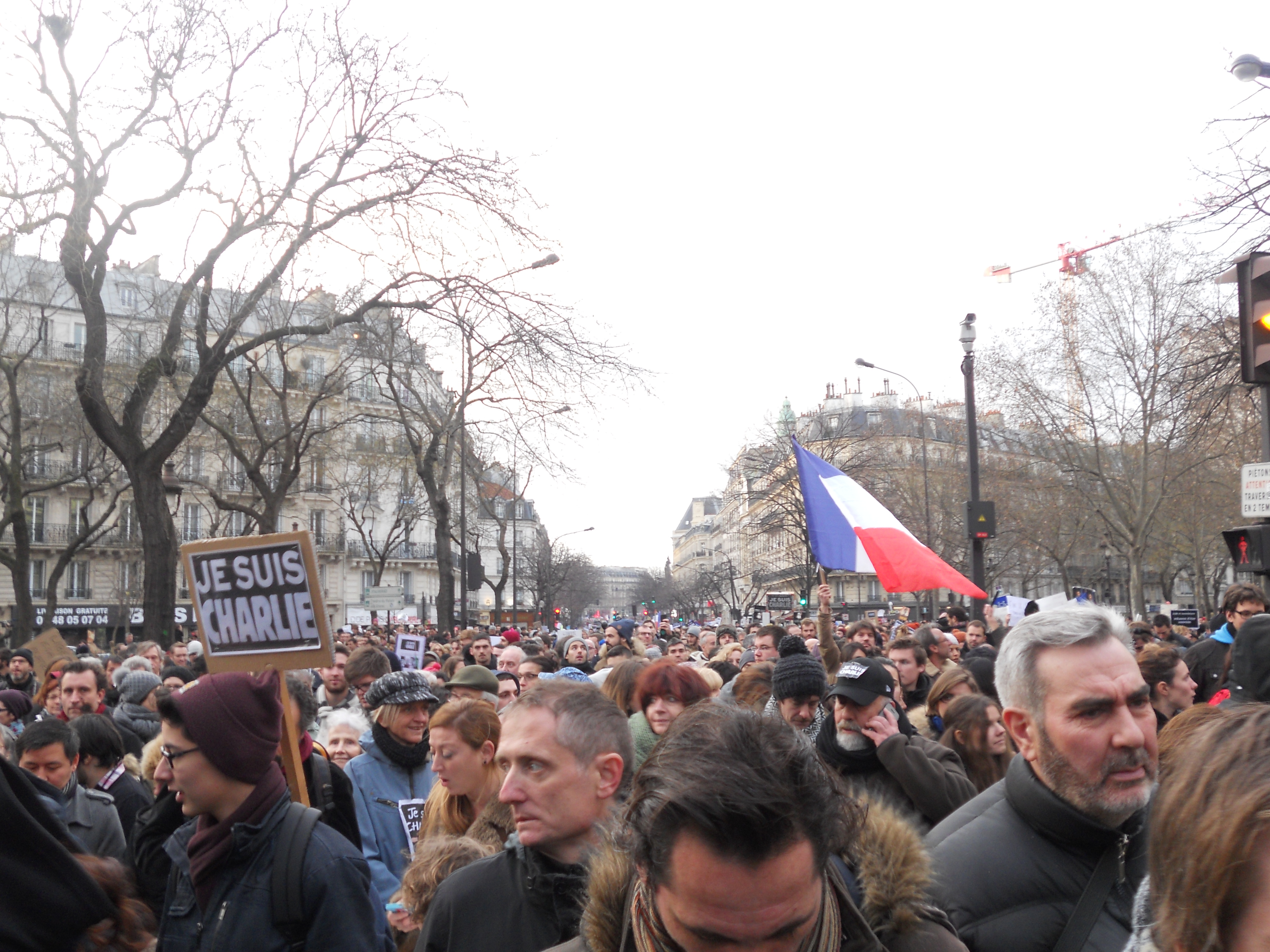
Une pancarte Je suis Charlie.
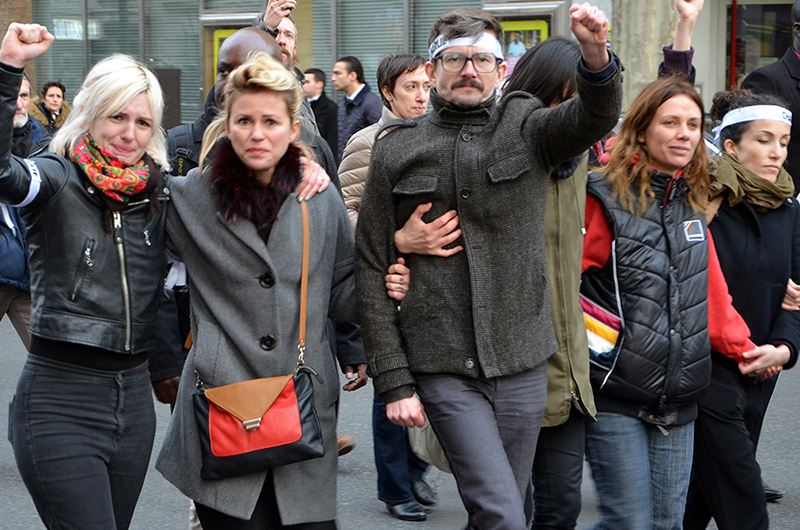
Une partie de l'équipe de Charlie Hebdo, dont les dessinateurs Luz et Coco et la journaliste Sigolène Vinson.
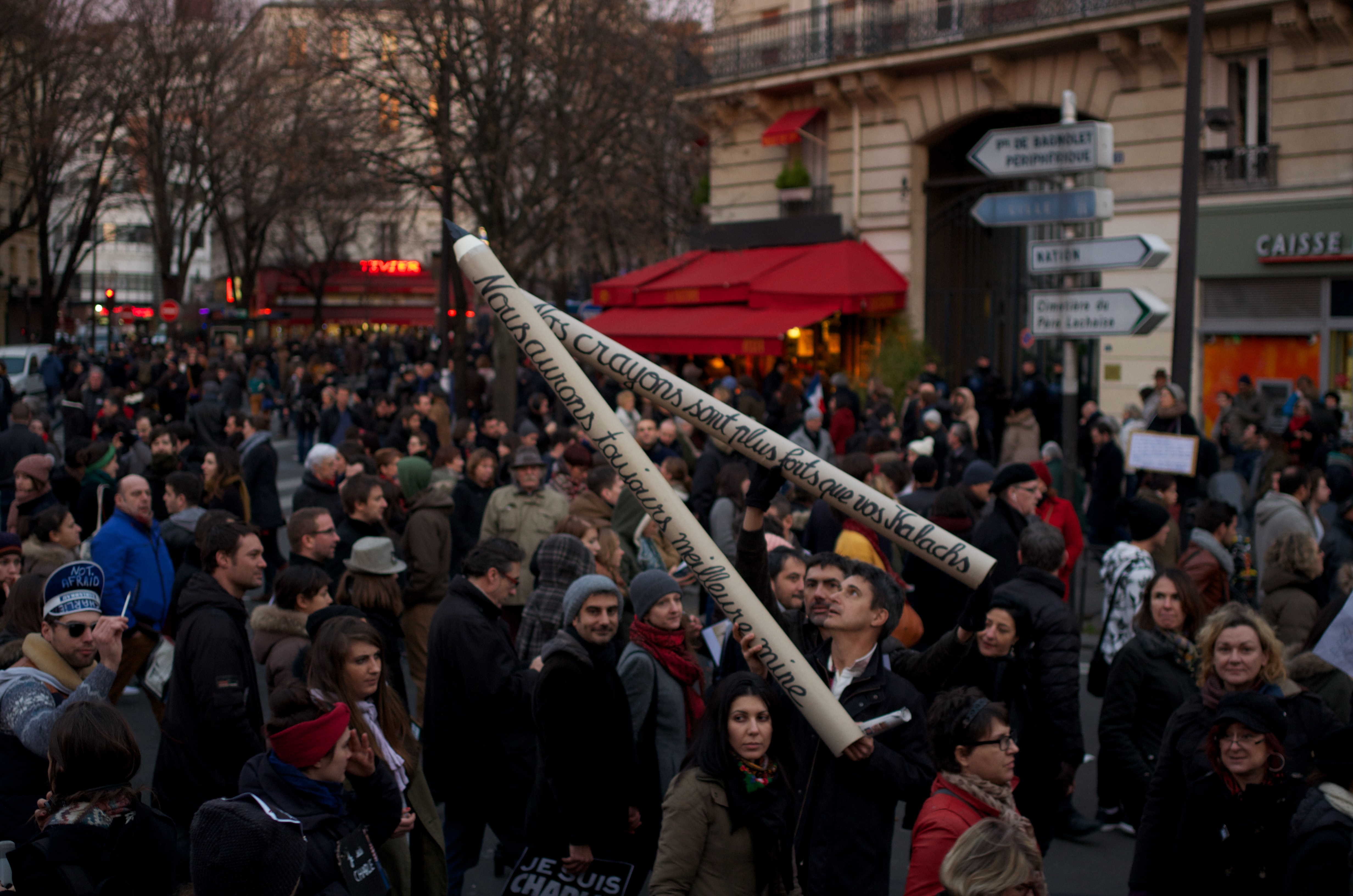
Boulevard de Ménilmontant.
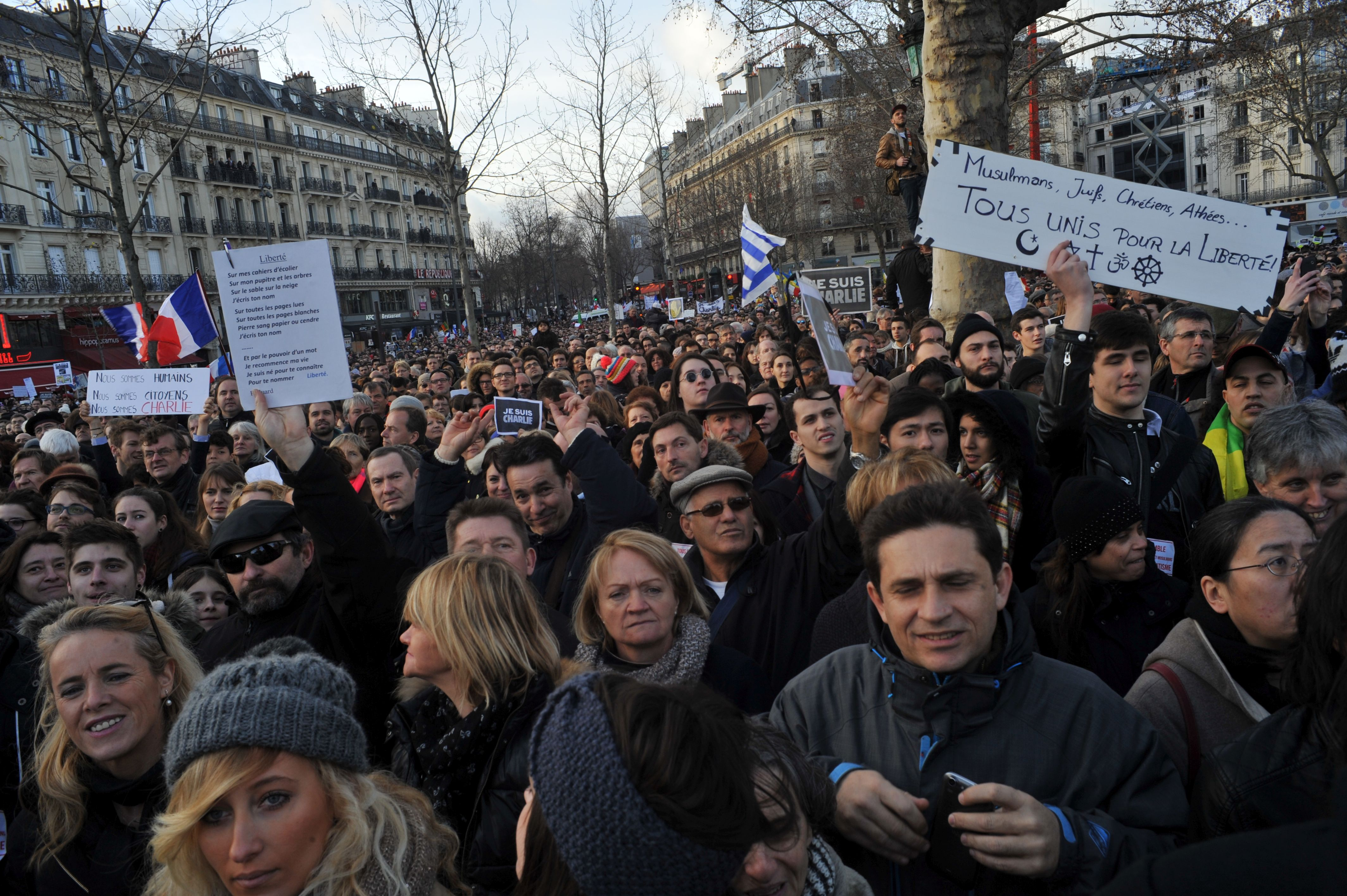
Entre la place de la République et la place de la Bastille.
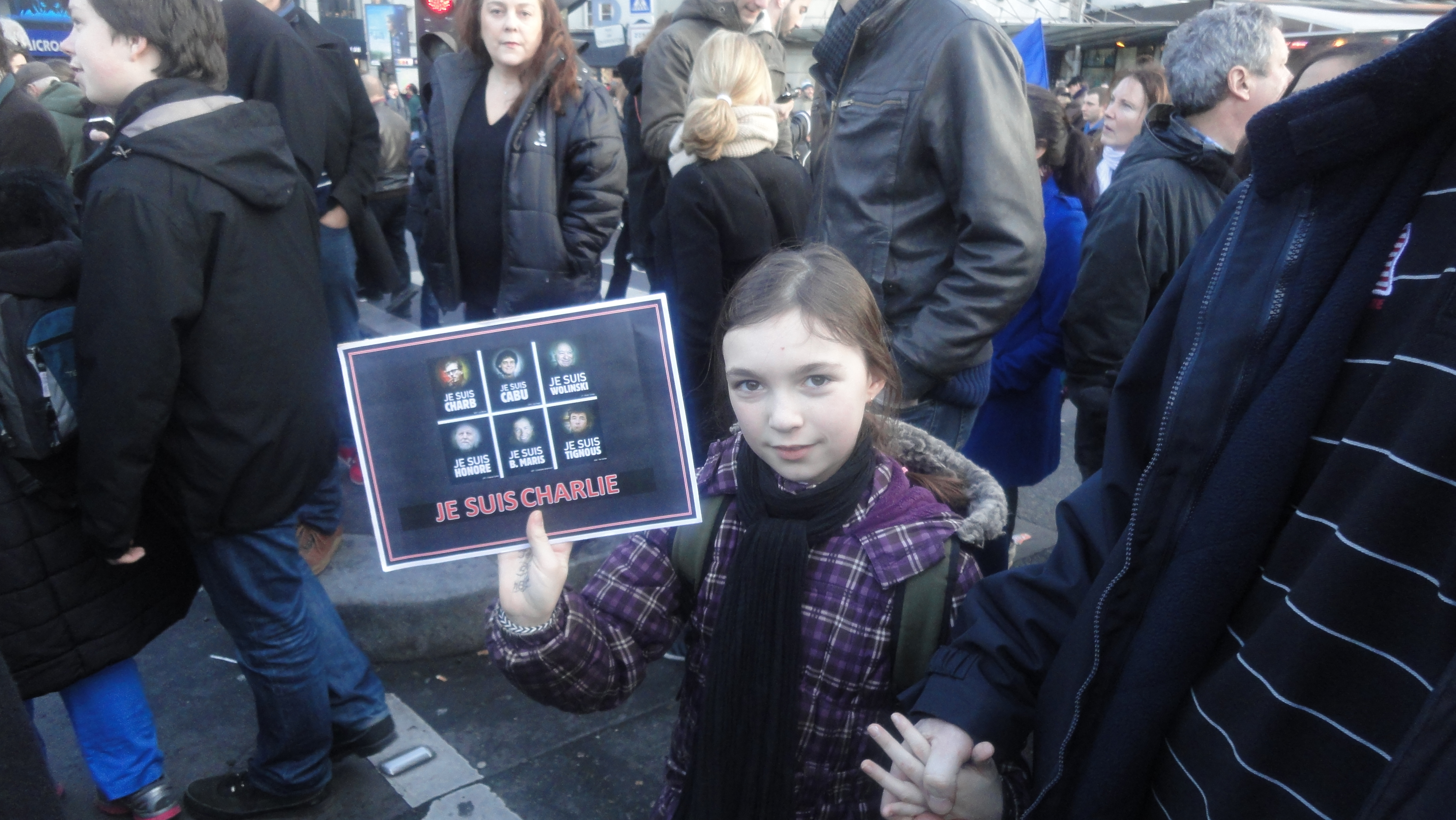
Hommage aux collaborateurs de Charlie Hebdo.
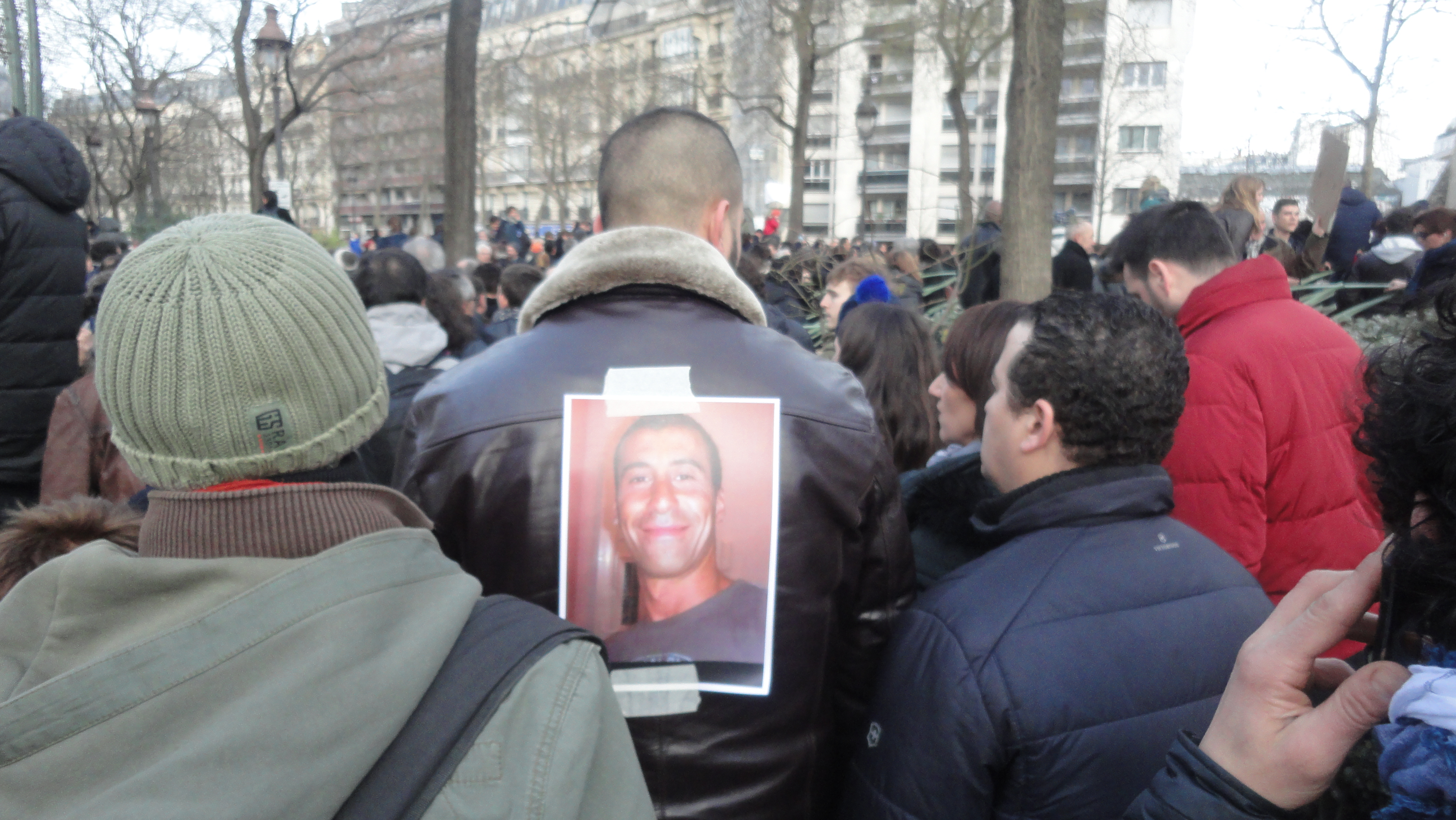
Hommage au policier Ahmed Merabet.
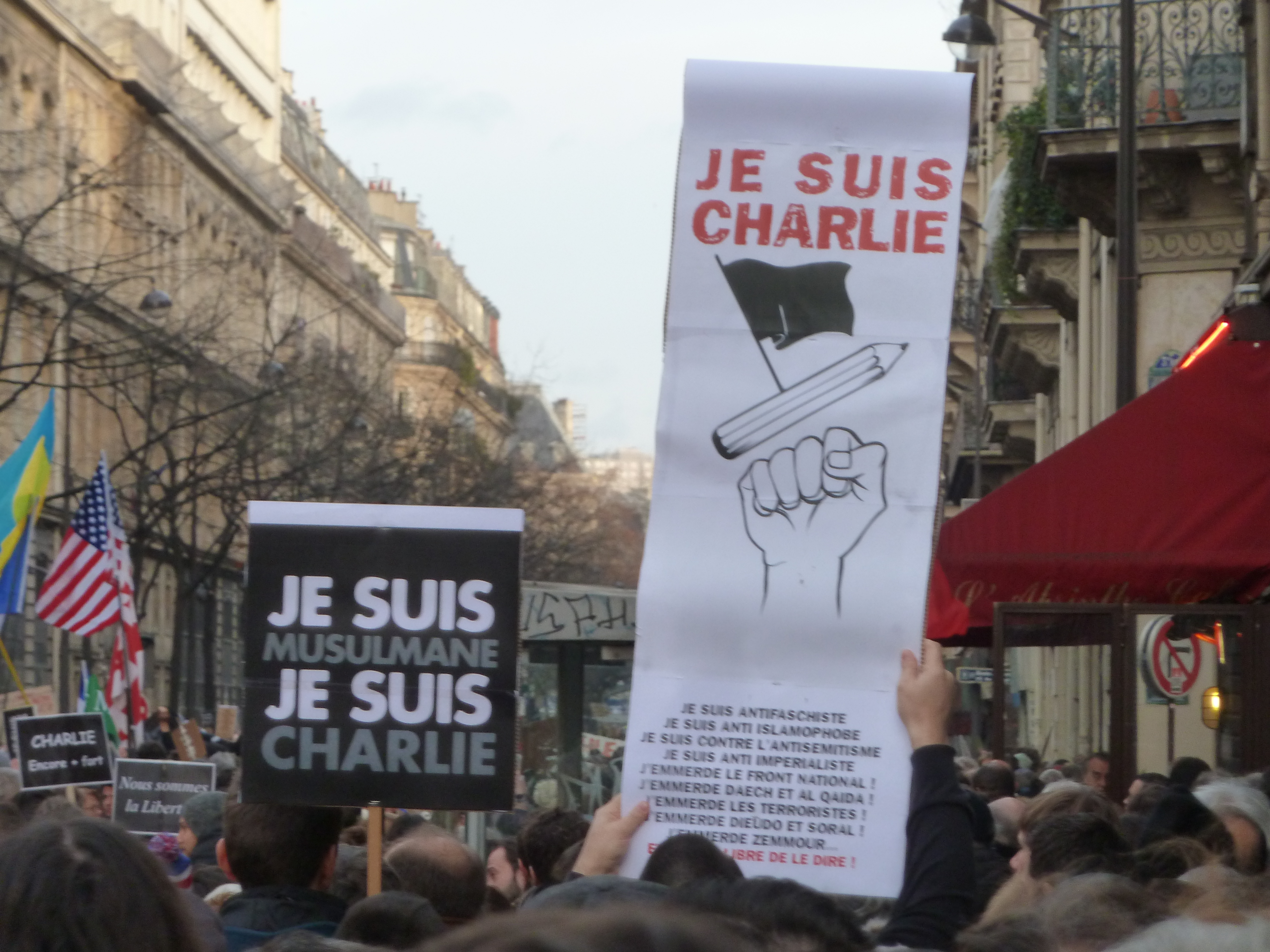
Manifestants dans le 3e arrondissement.
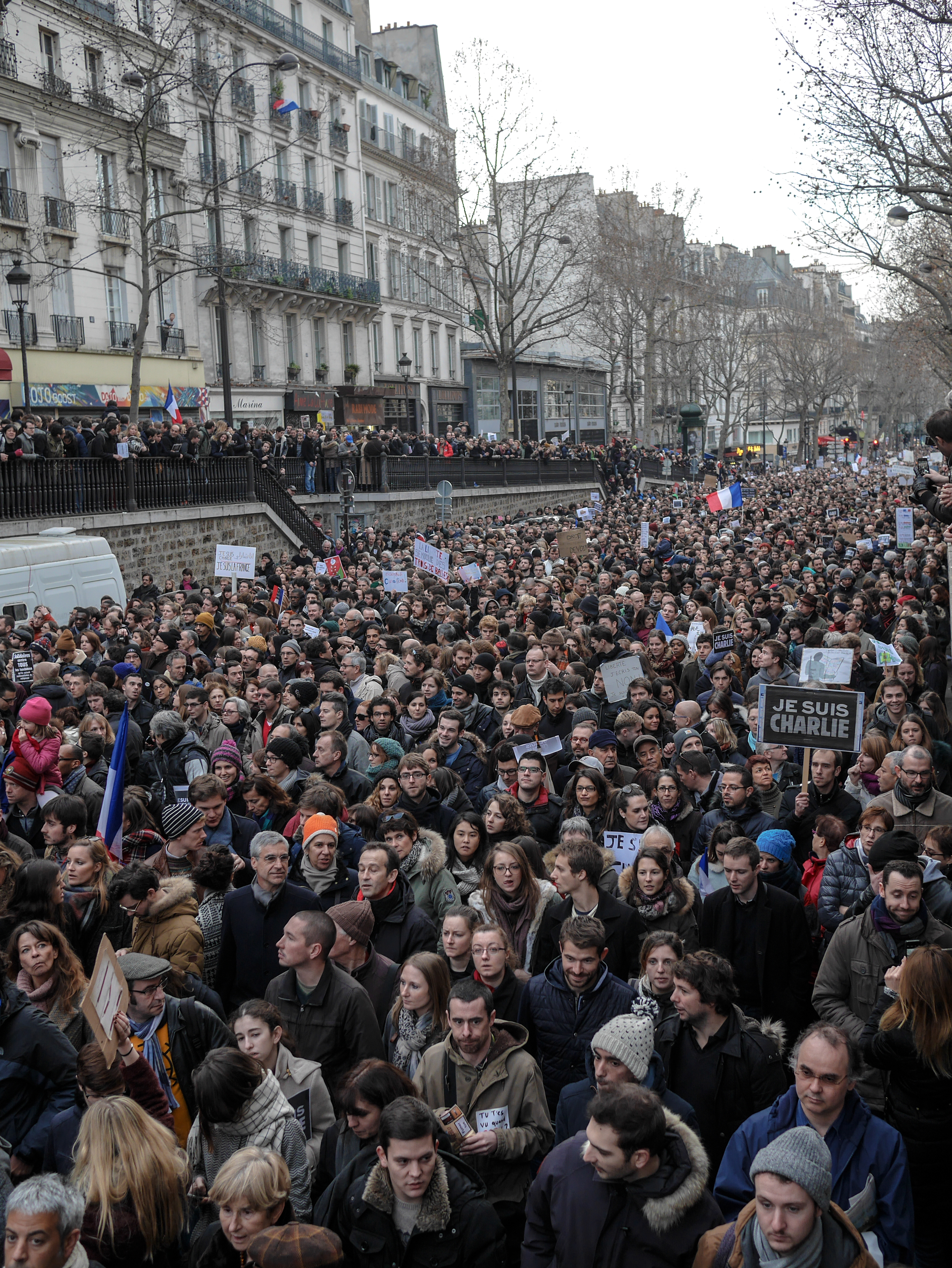
Sur le boulevard Saint-Martin.
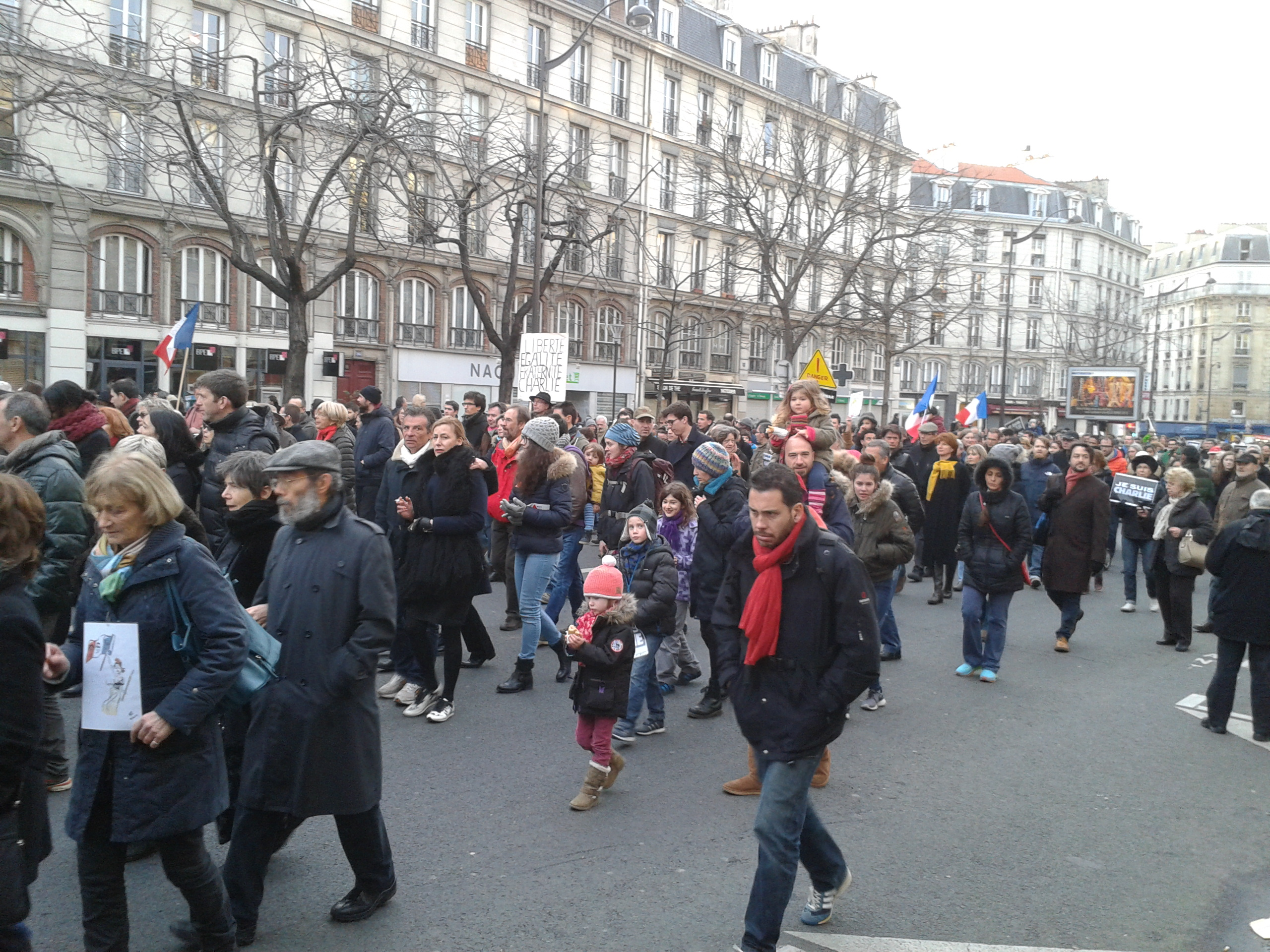
Sur le boulevard Voltaire, en direction de la place de la Nation.
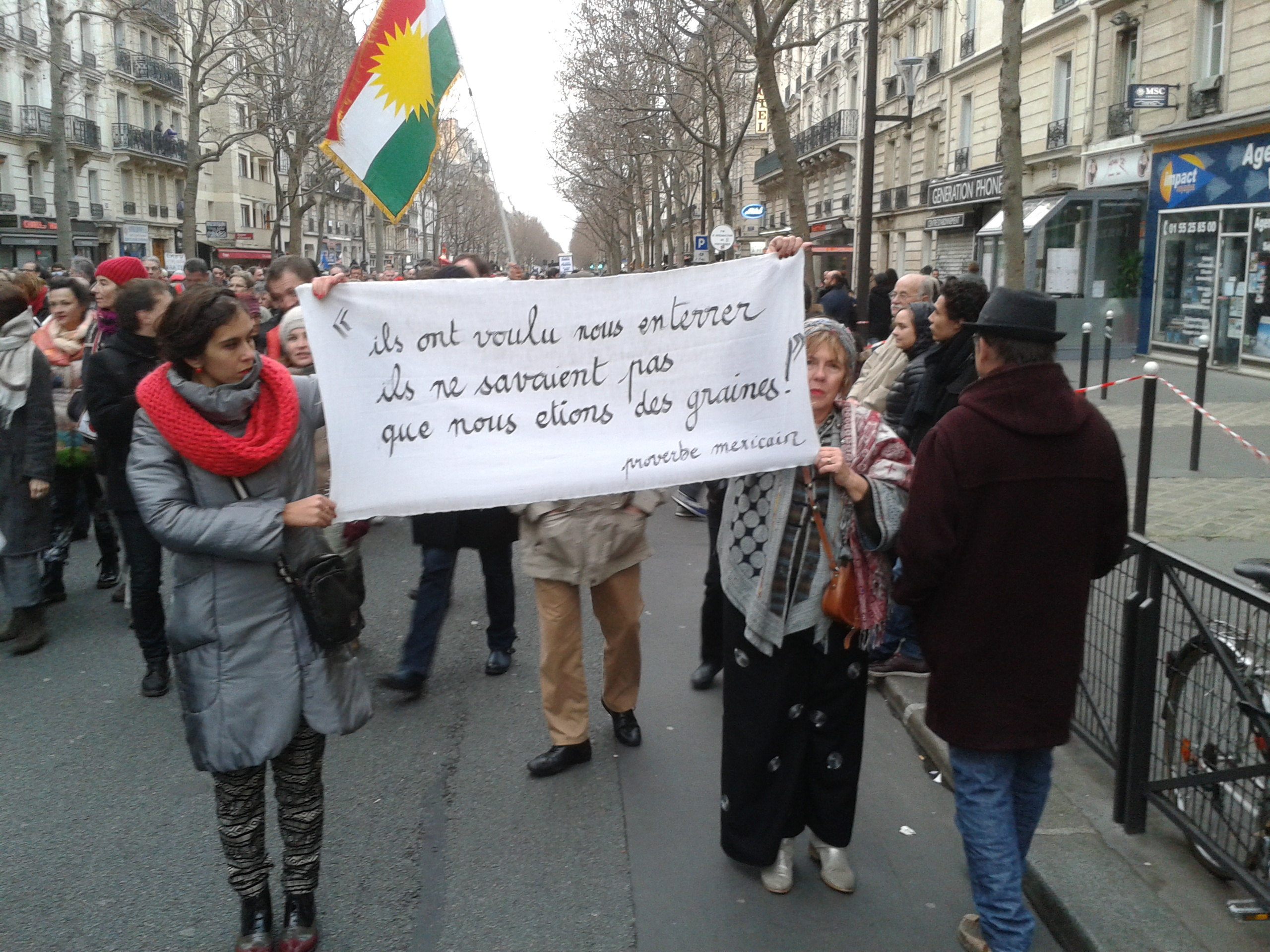
Boulevard Voltaire.
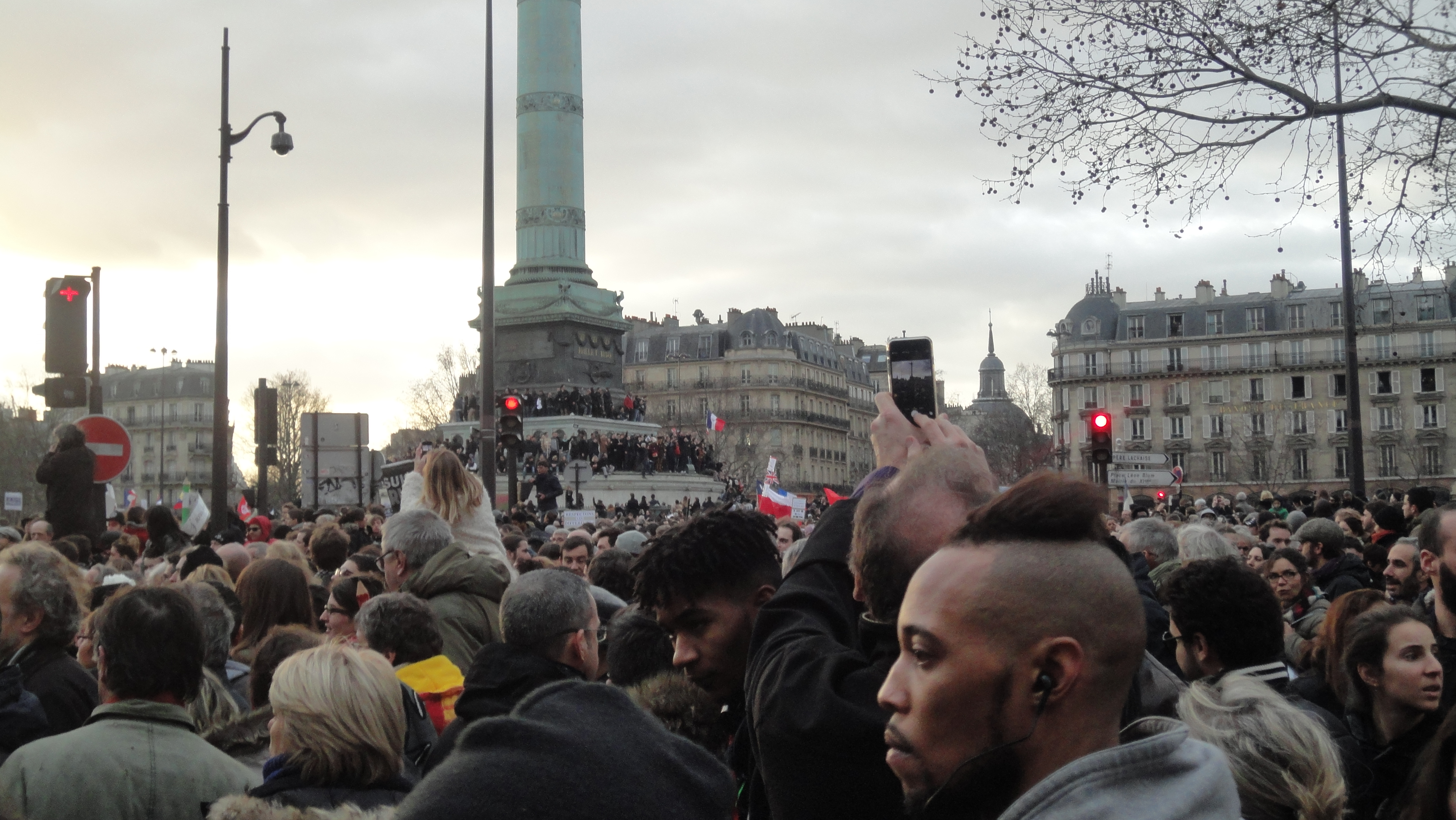
Manifestants sur la place de la Bastille.
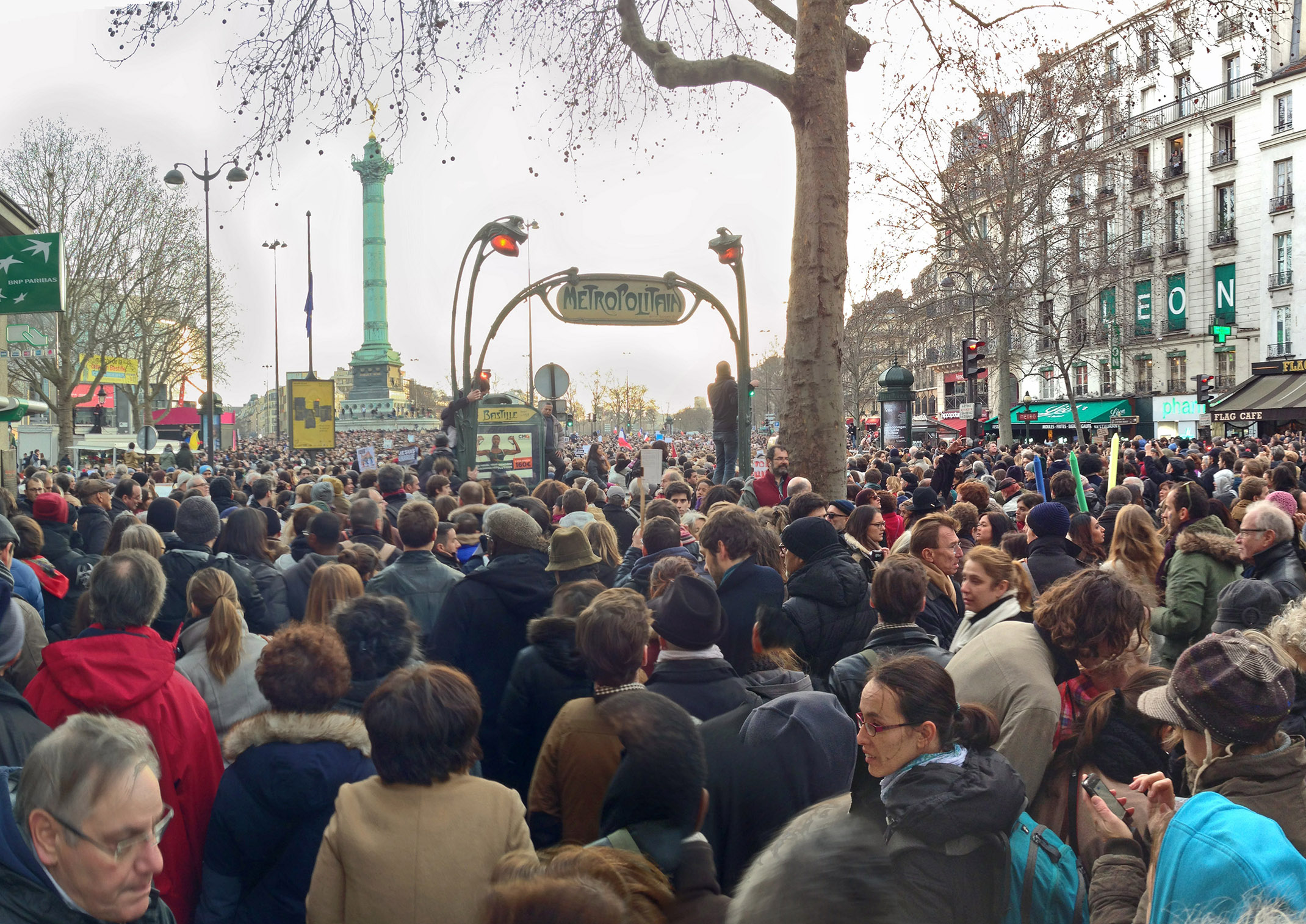
Foule sur la place de la Bastille.
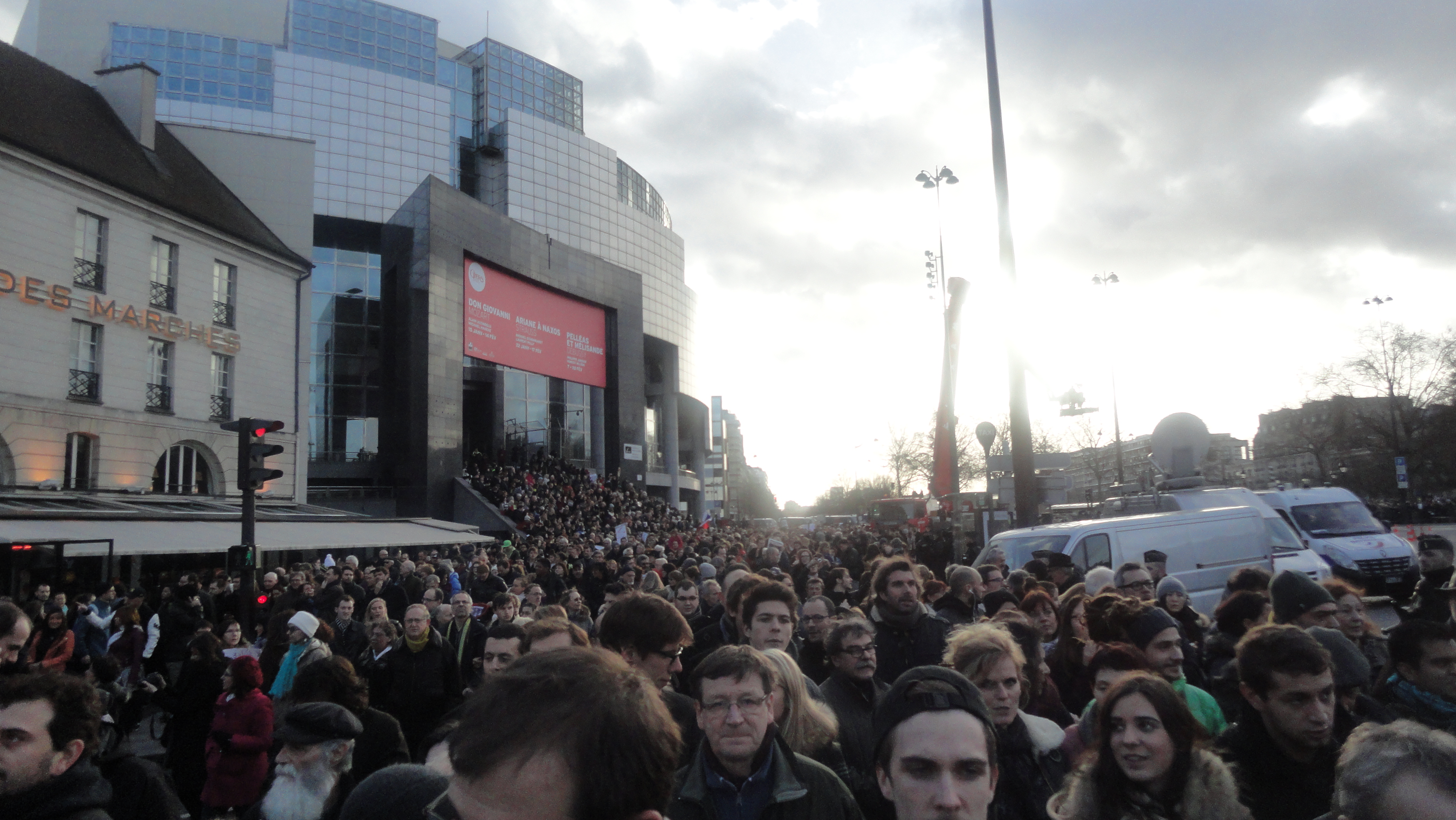
Manifestants devant l'Opéra Bastille.
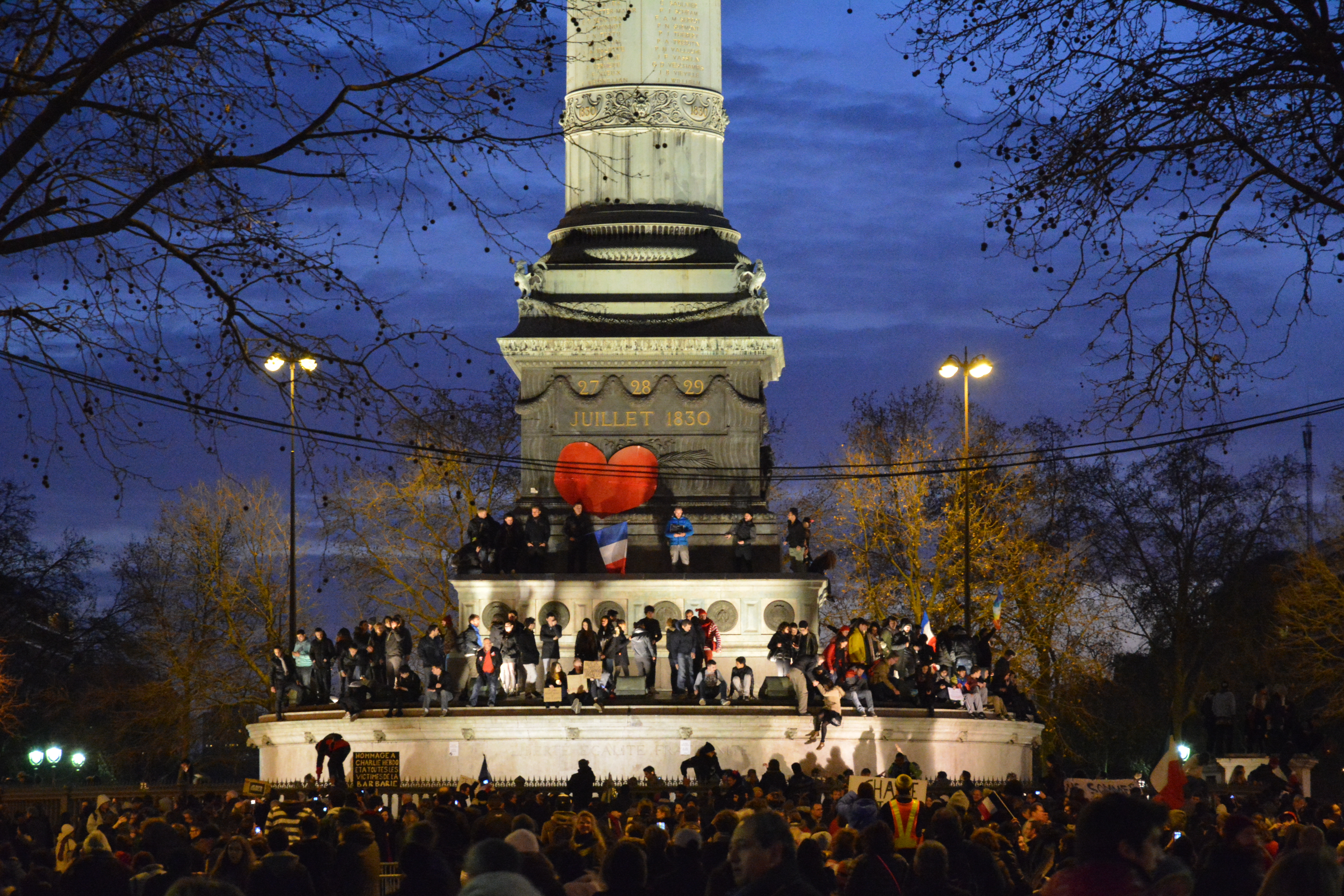
Vers 18 heures, place de la Bastille.
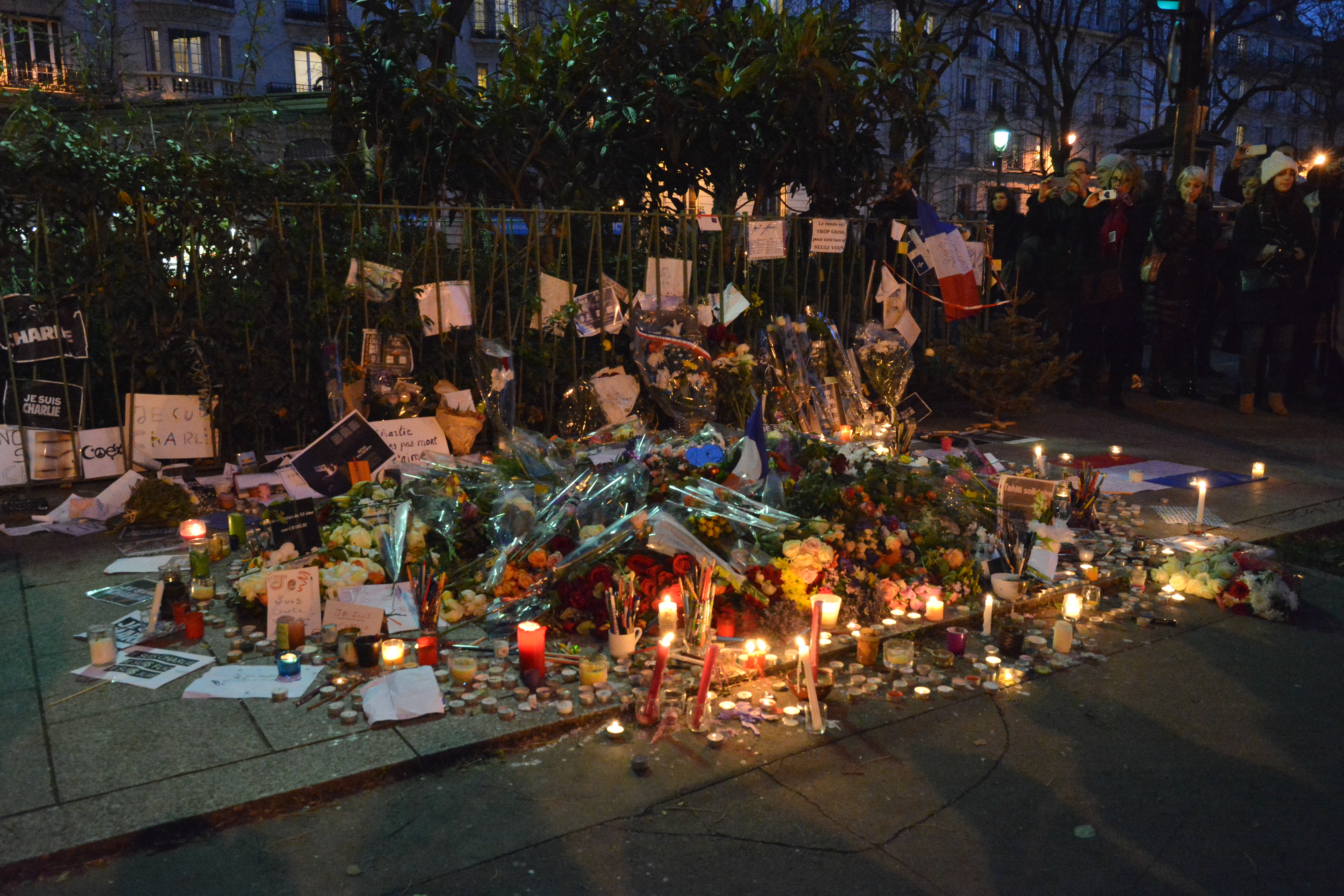
Vers 18 heures, boulevard Richard-Lenoir, où se commémore le souvenir d'Ahmed Merabet, tué ici par les frères Kouachi.

### Autres villes

#### En France

Rassemblements de plus de 100 000 personnes
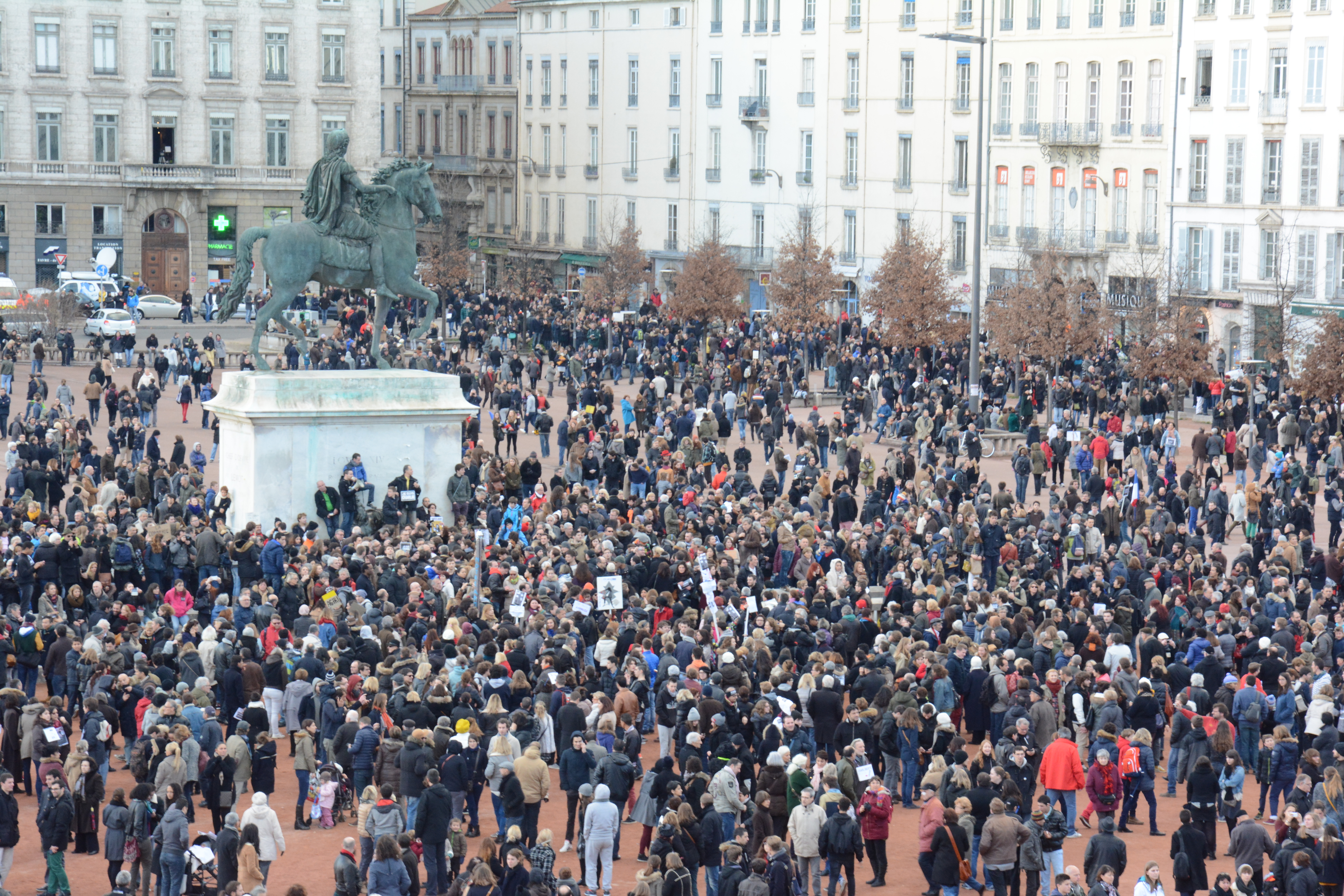
À Lyon.
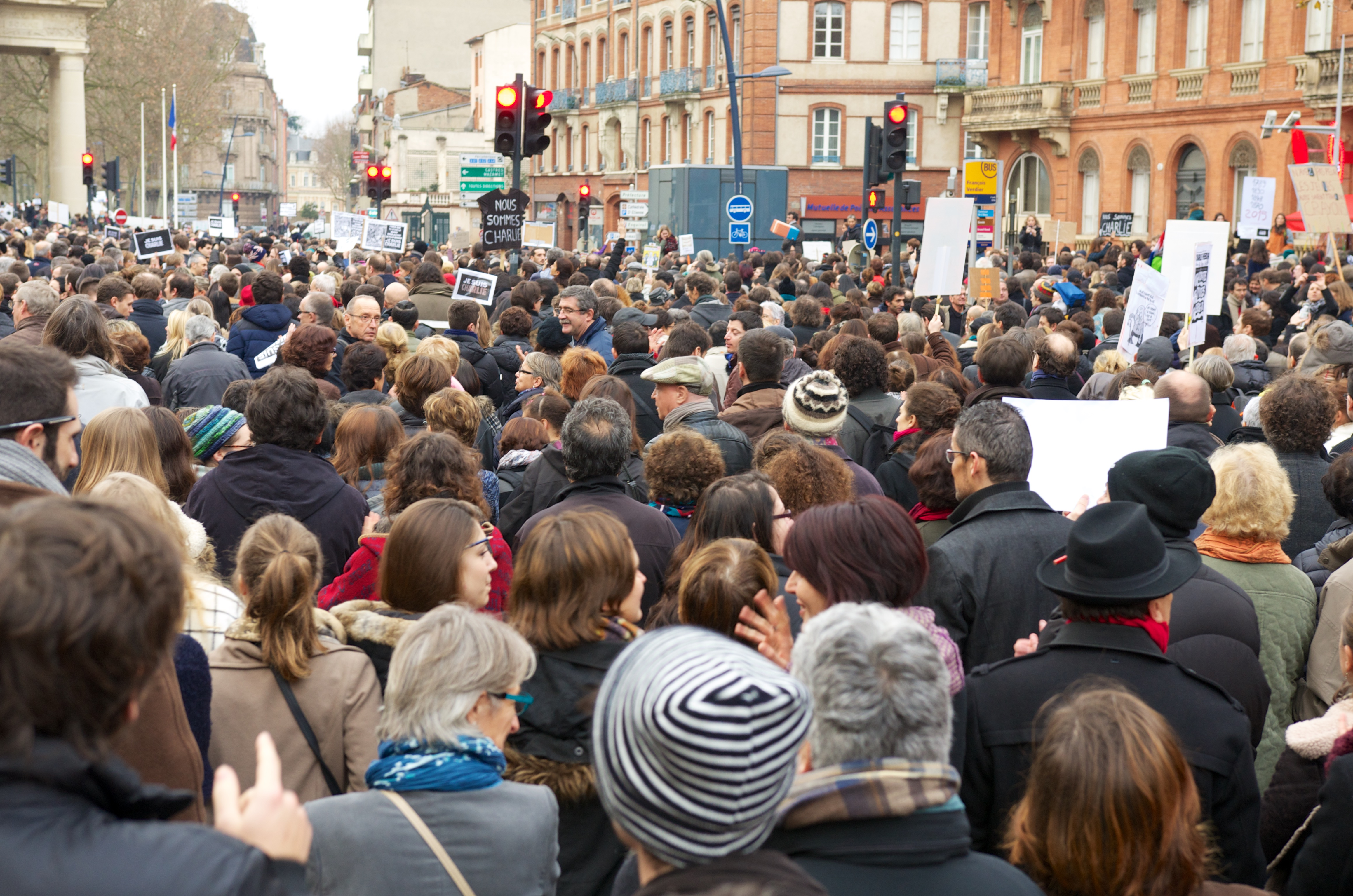
À Toulouse, à l'angle du Monument aux morts.
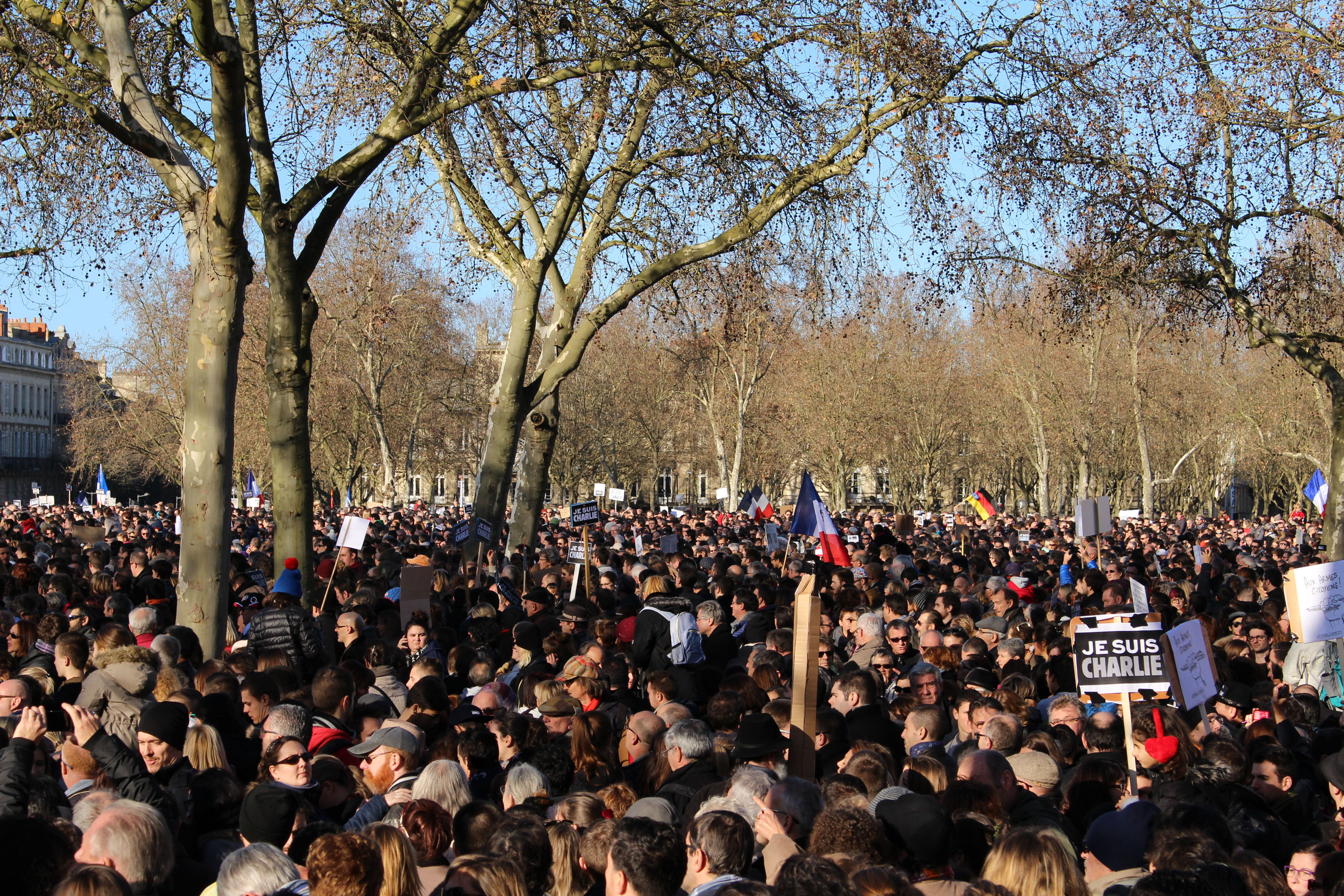
À Bordeaux.
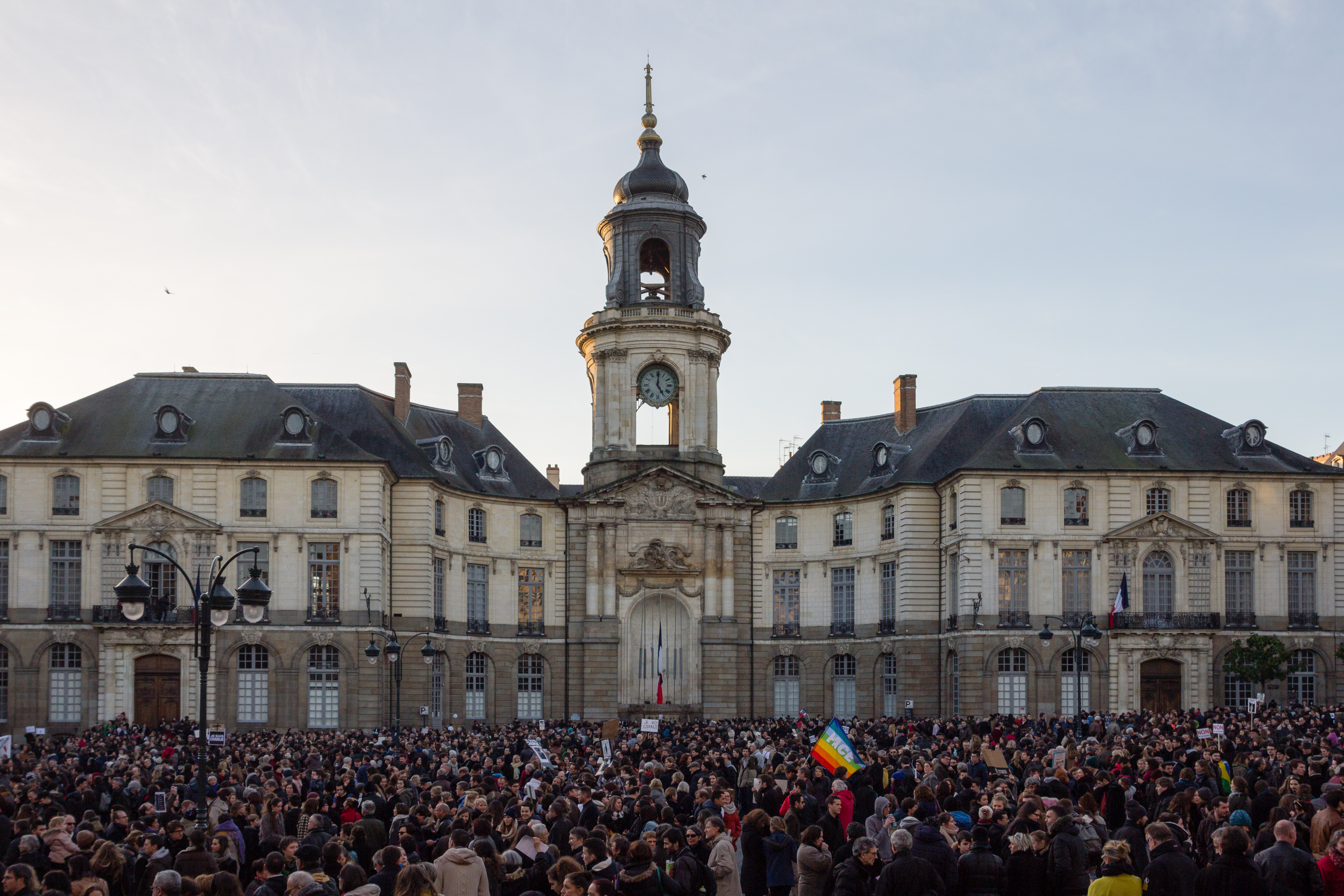
À Rennes.
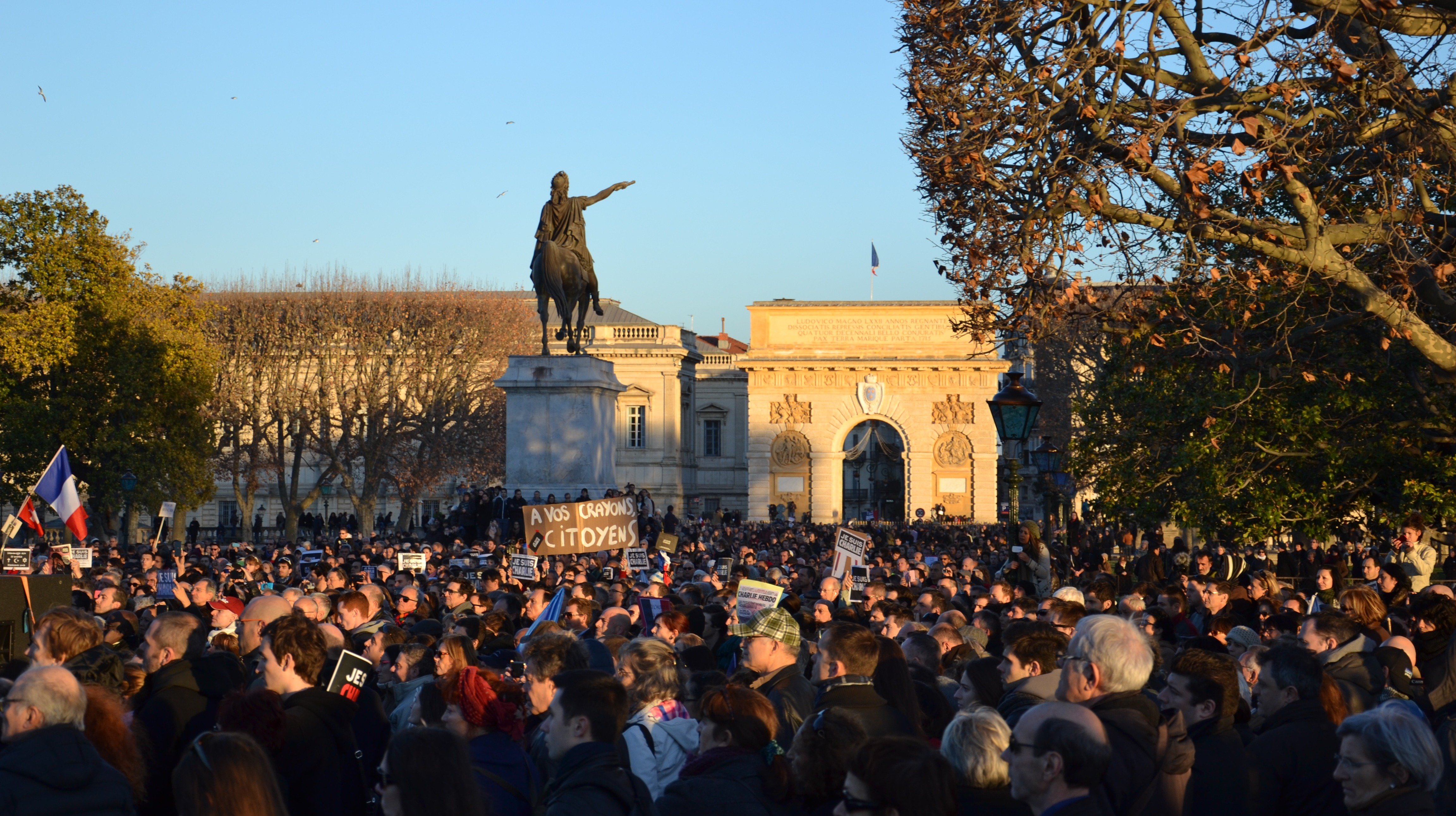
À Montpellier.
À Grenoble.

Rassemblements entre 35 000 et 100 000 personnes
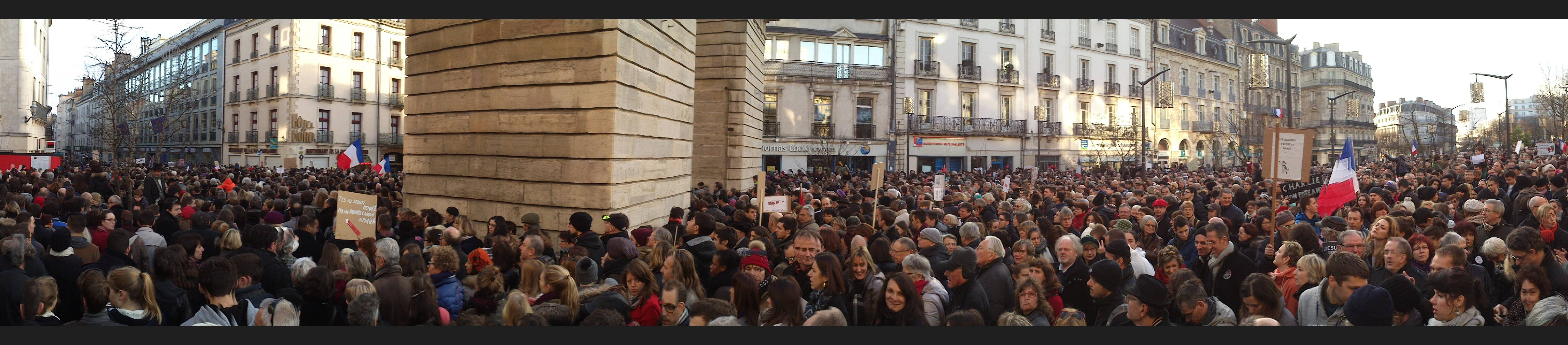
À Dijon, place Darcy.
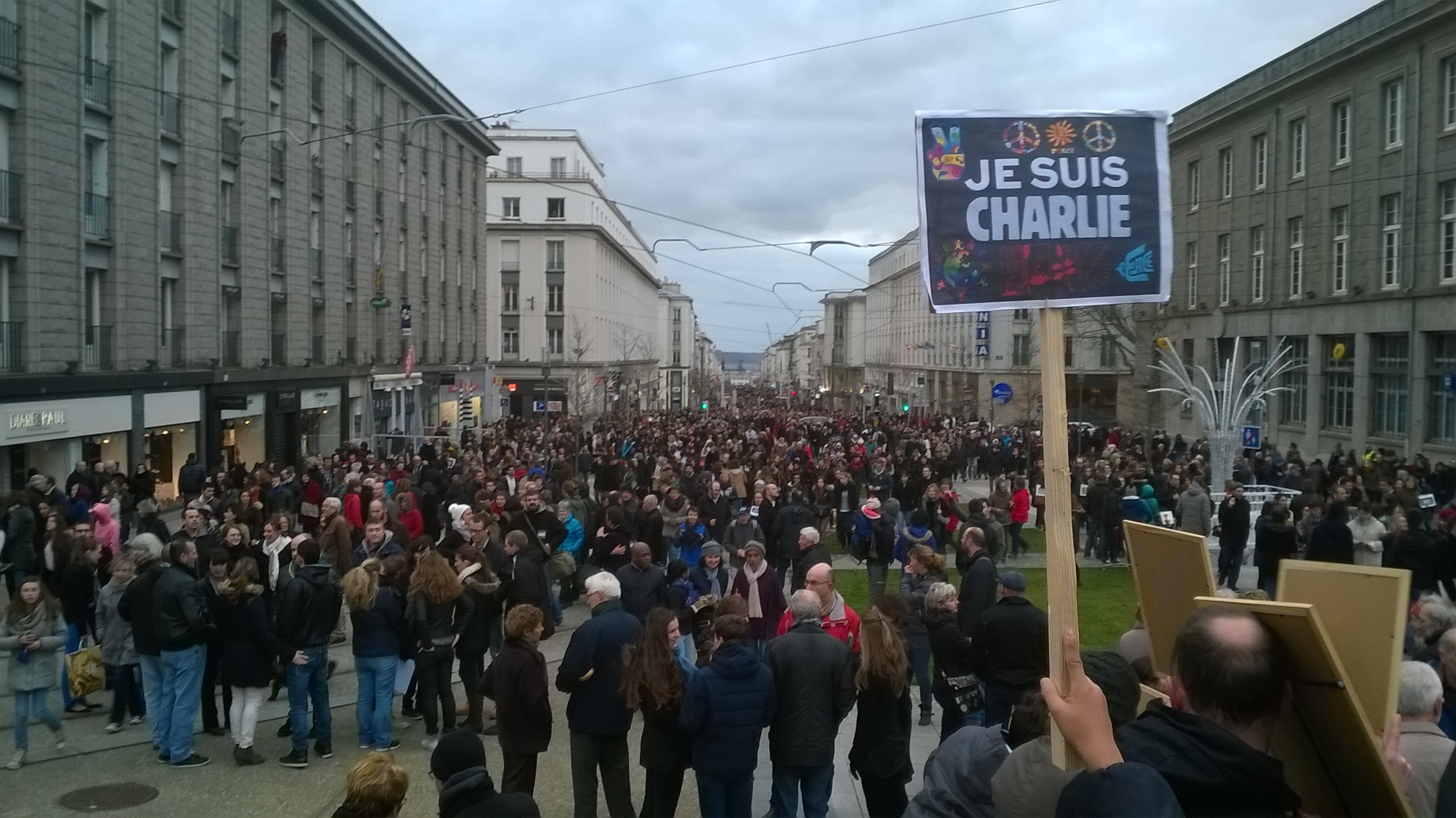
À Brest.
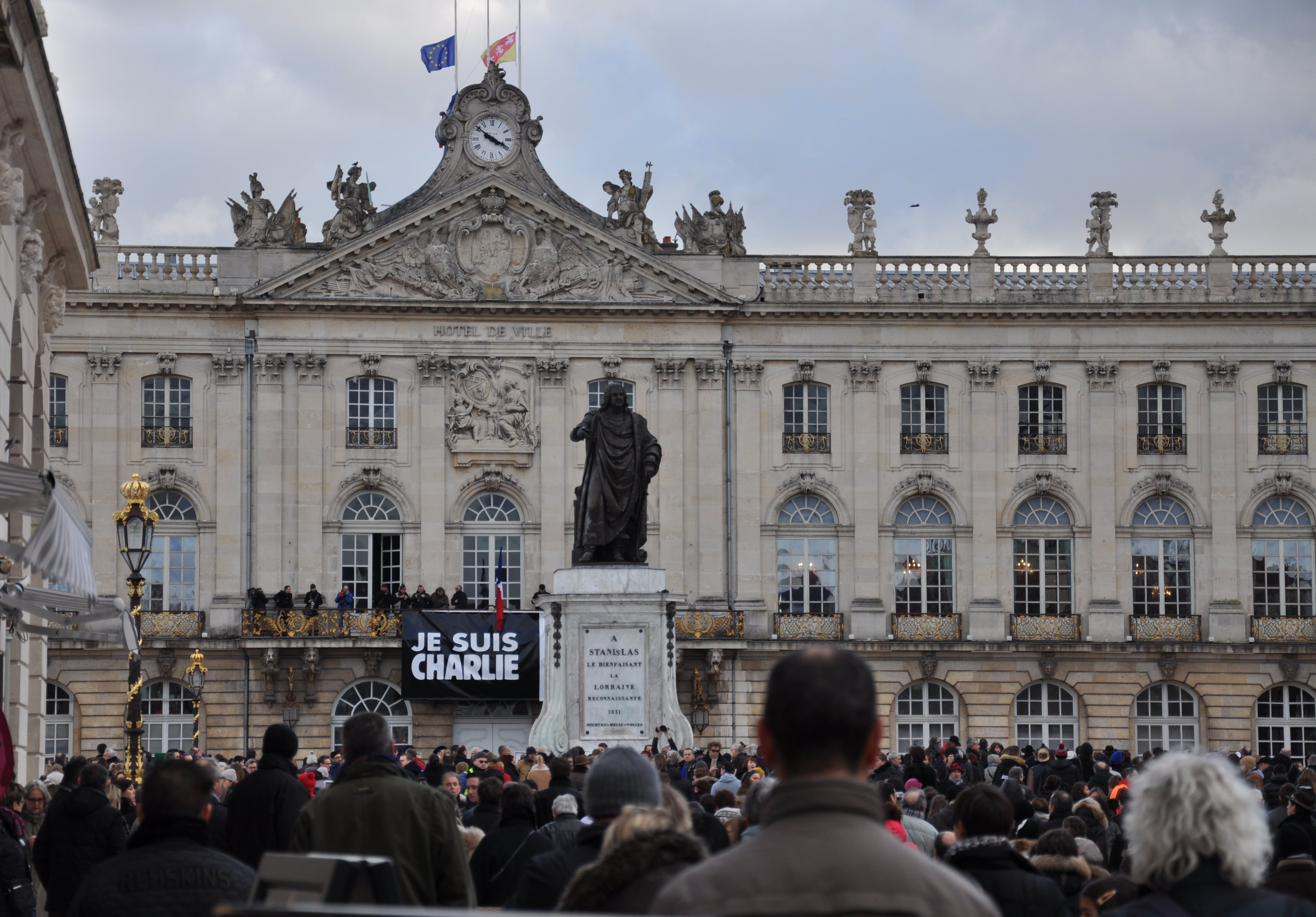
À Nancy, place Stanislas.

Rassemblements de moins de 35 000 personnes
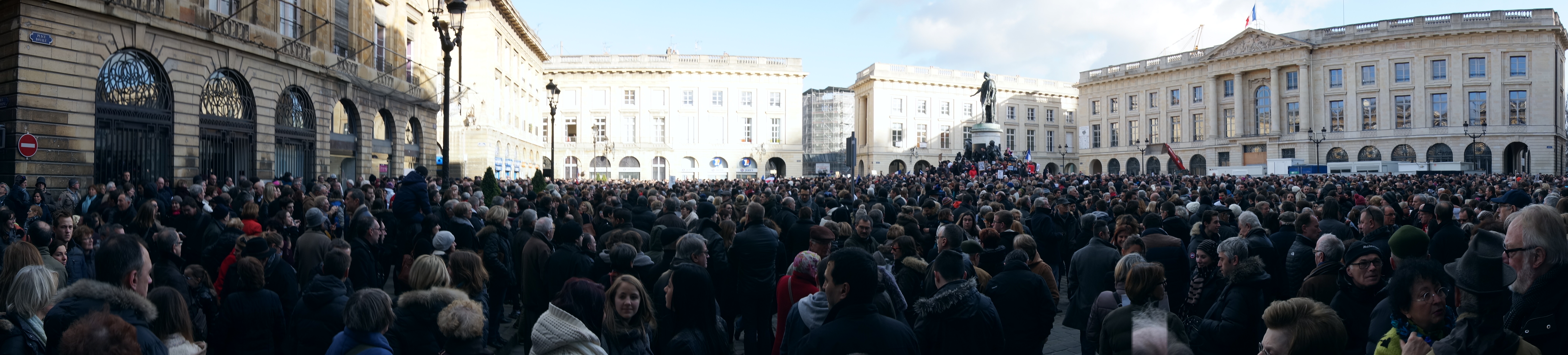
À Reims, place Royale.
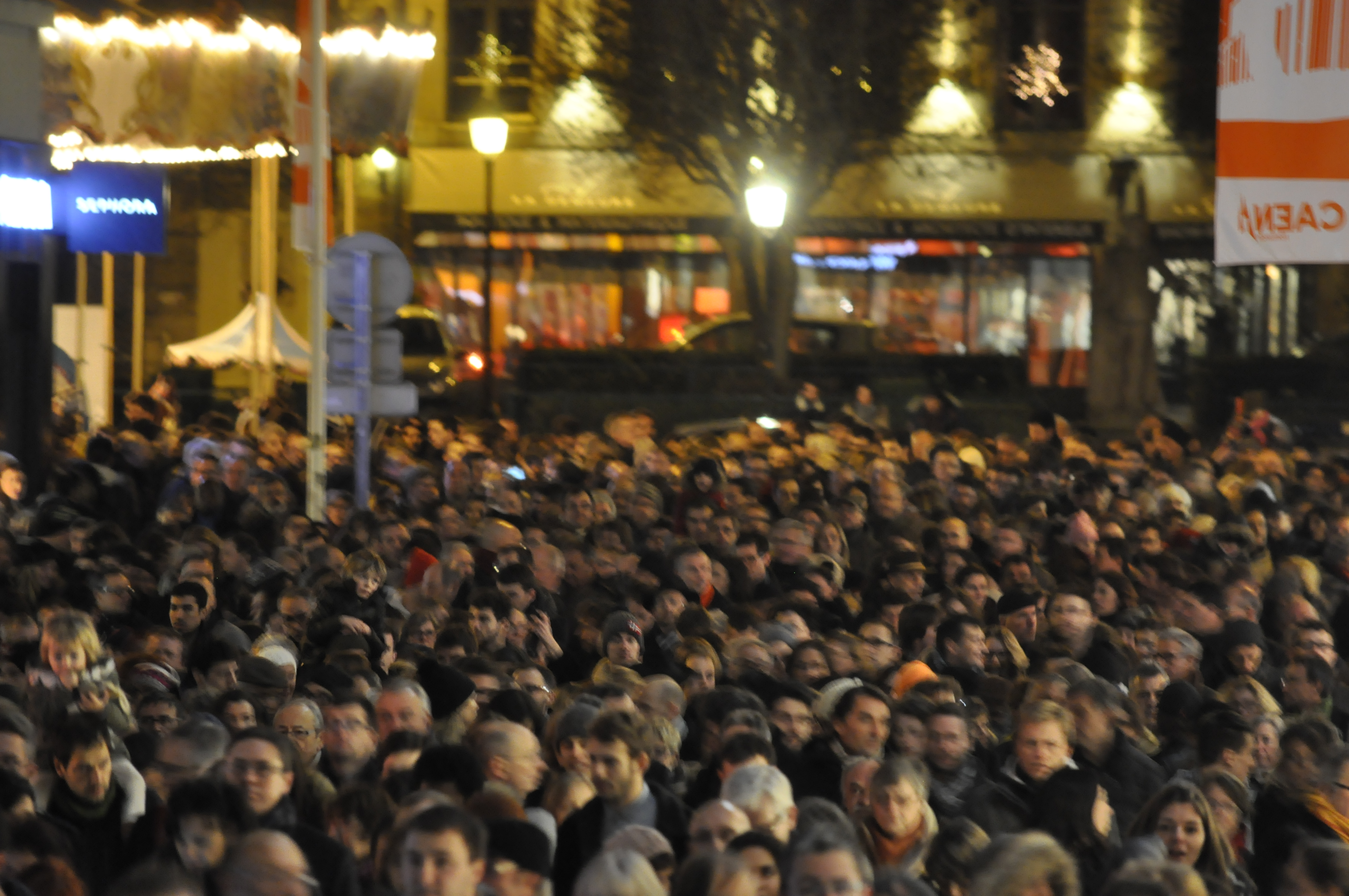
À Caen.

Des centaines de villes à travers l'Hexagone notent plus de 1 000 participants,.

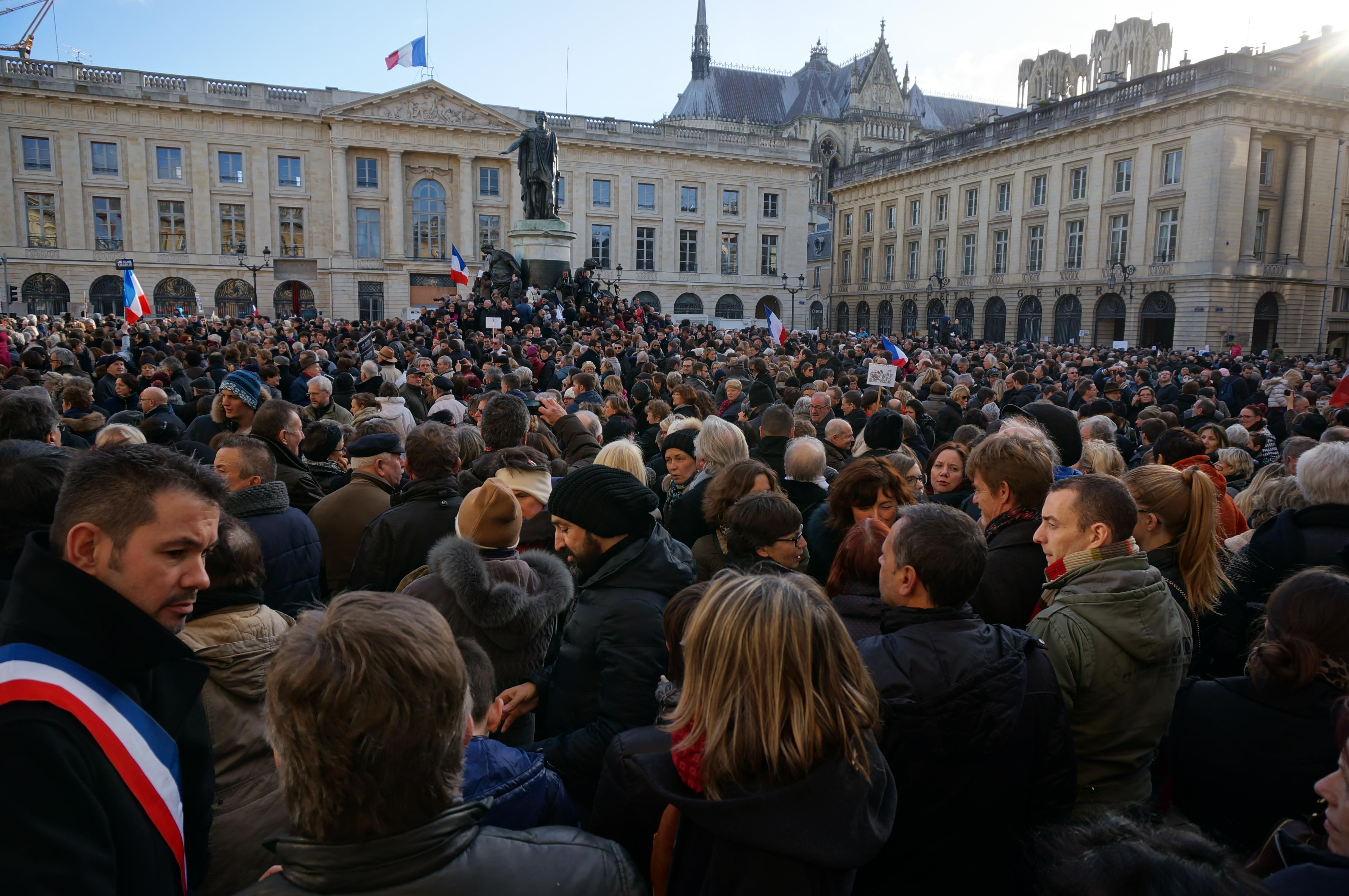
Reims
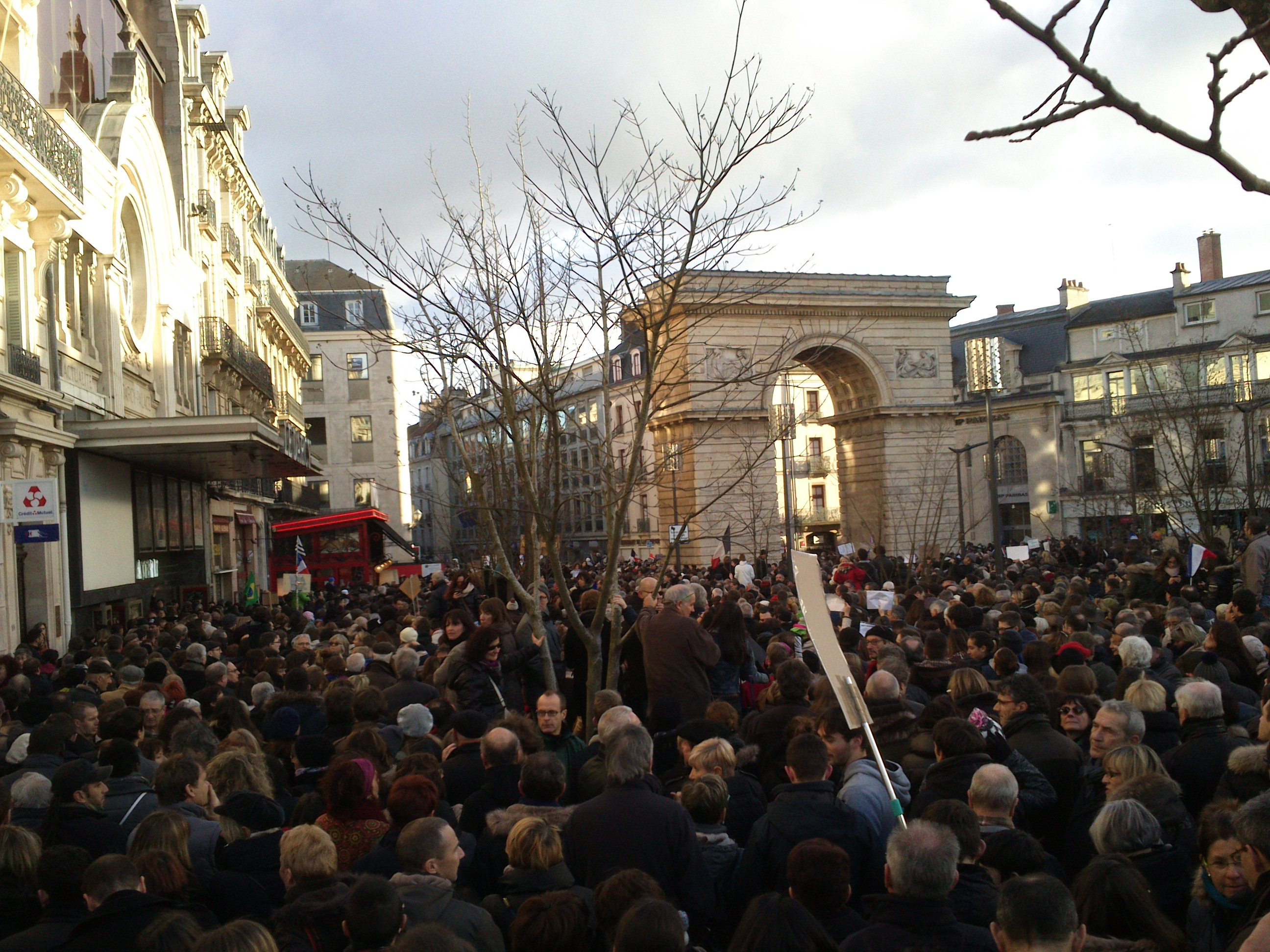
Dijon
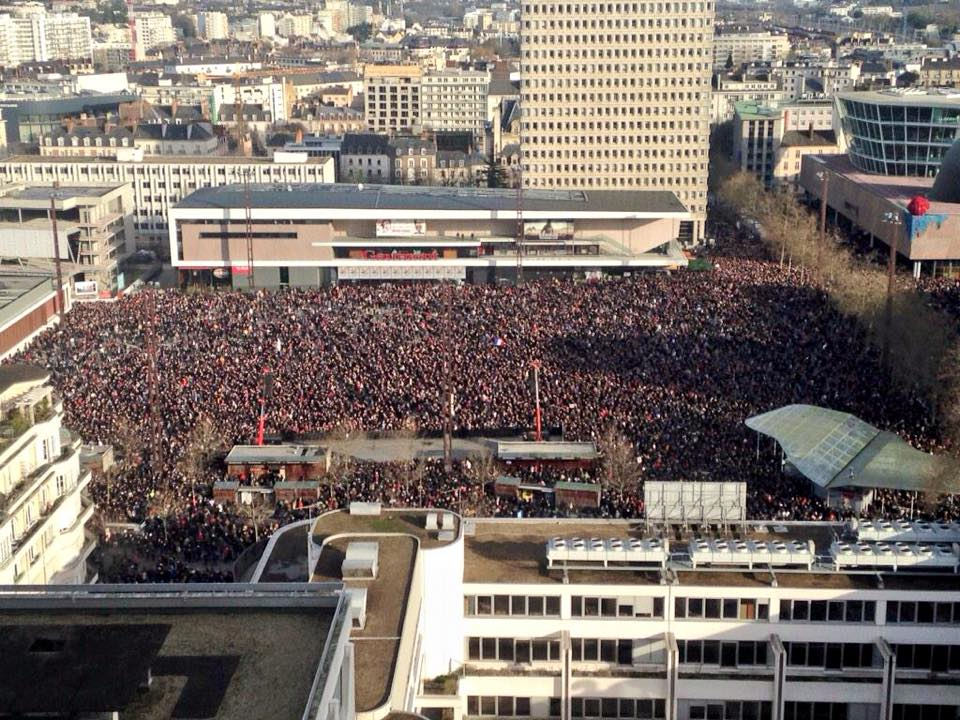
Rennes
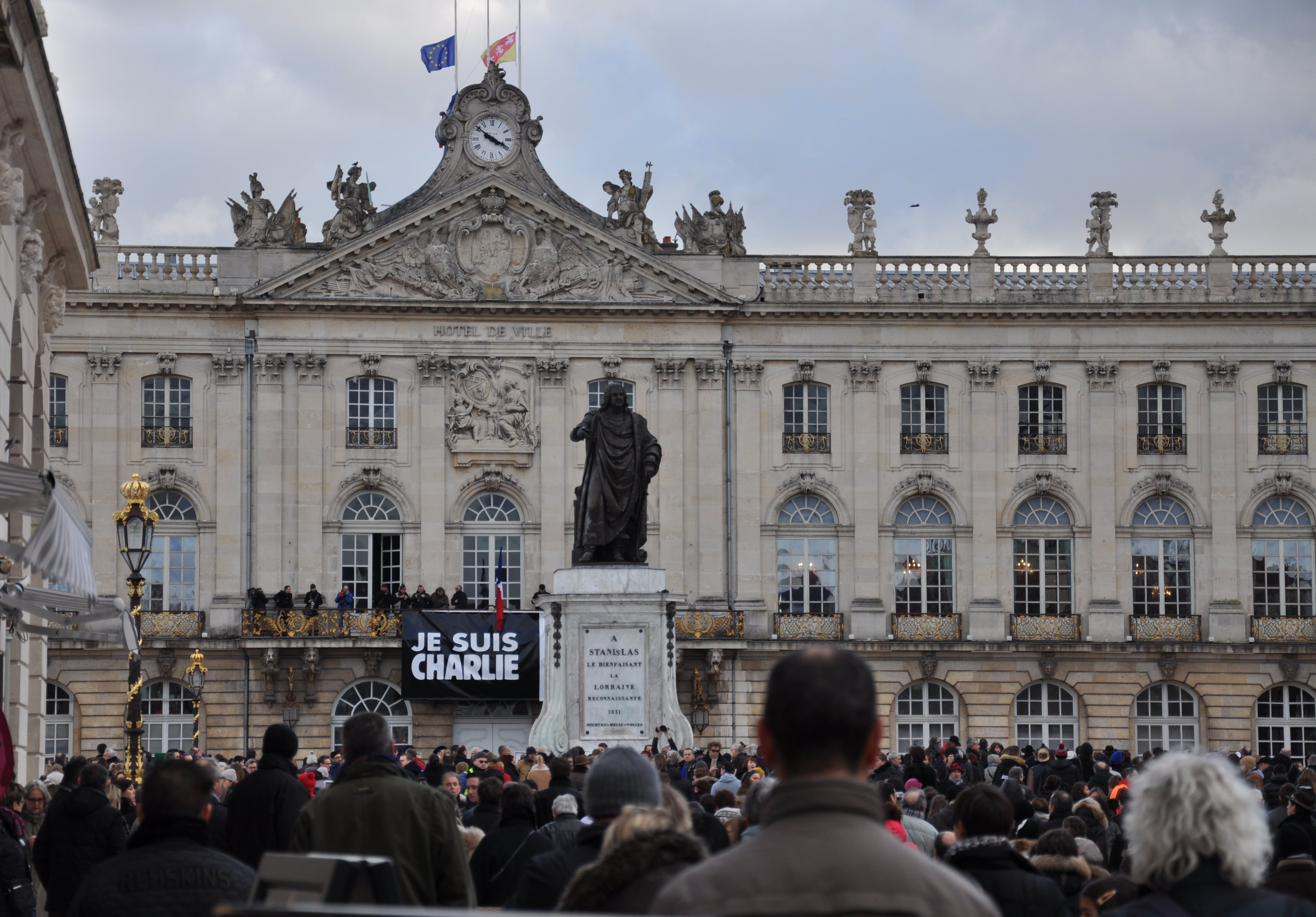
Nancy

- Lyon : 330 000
- Bordeaux : 140 000
- Rennes : 115 000
- Grenoble : 110 000[32]
- Montpellier : 100 000[33]
- Saint-Étienne : 70 000
- Clermont-Ferrand : 70 000[34]
- Marseille : 65 000
- Brest : 65 000
- Nancy : 50 000
- Strasbourg : 45 000
- Toulon : 45 000
- Angers : 45 000
- Metz : 45 000[35]
- Aix-en-Provence : 40 000
- Perpignan : 40 000
- Tours : 45 000
- Dijon : 35 000-50 000[36],[37]
- Caen : 33 000
- Besançon : 30 000[38],[39],[40]
- Lorient : 30 000
- Nîmes : 30 000[41]
- Saint-Brieuc : 30 000
- Reims : 25 000
- Cherbourg : 25 000
- Mulhouse : 25 000
- Quimper : 25 000
- Angoulême : 20 000
- Chambéry : 20 000
- Avignon : 20 000[42]
- Vannes : 20 000
- Albi : 16 000
- Alençon : 15 000
- Bastia : 15 000
- Bourg-en-Bresse : 15 000
- Blois : 15 000
- Carcassonne : 15 000
- Dunkerque : 15 000
- La Rochelle : 15 000
- Laval : 15 000
- Mâcon : 15 000
- Périgueux : 15 000
- Poitiers : 15 000
- Saint-Malo : 15 000
- Tarbes : 14 000
- Belfort : 13 000[43]
- Cognac : 11 000
- Charleville-Mézières : 12 000
- Troyes : 12 000
- Ajaccio : 10 000
- Cannes : 10 000
- Bergerac : 10 000
- Tulle : 10 000
- Colmar : 10 000[44],[45]
- Ferney-Voltaire : 10 000
- Montauban : 10 000
- Dammartin-en-Goële : 10 000
- Narbonne : 10 000

#### Ailleurs dans le monde

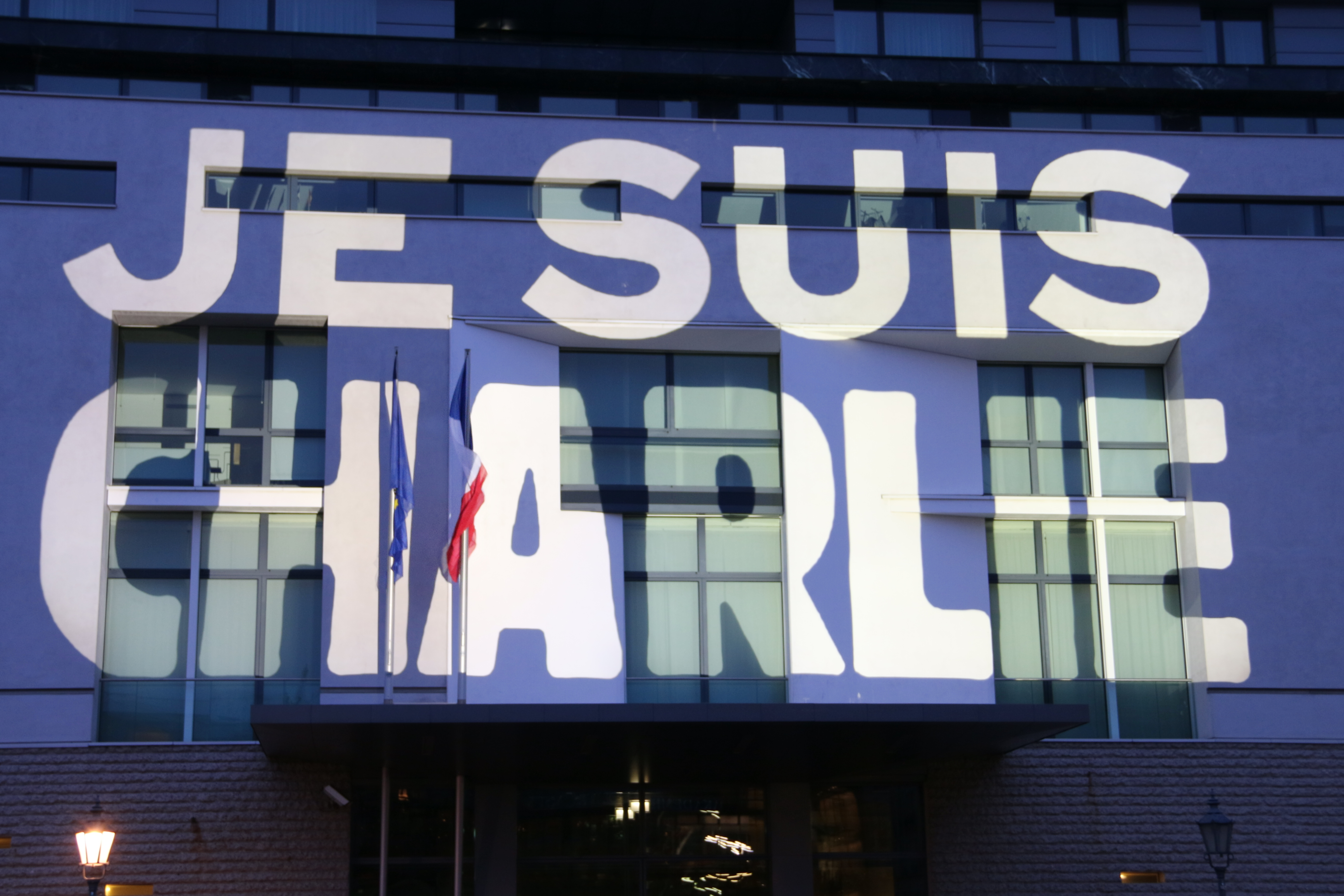
Ambassade de France en Allemagne.

### Personnalités

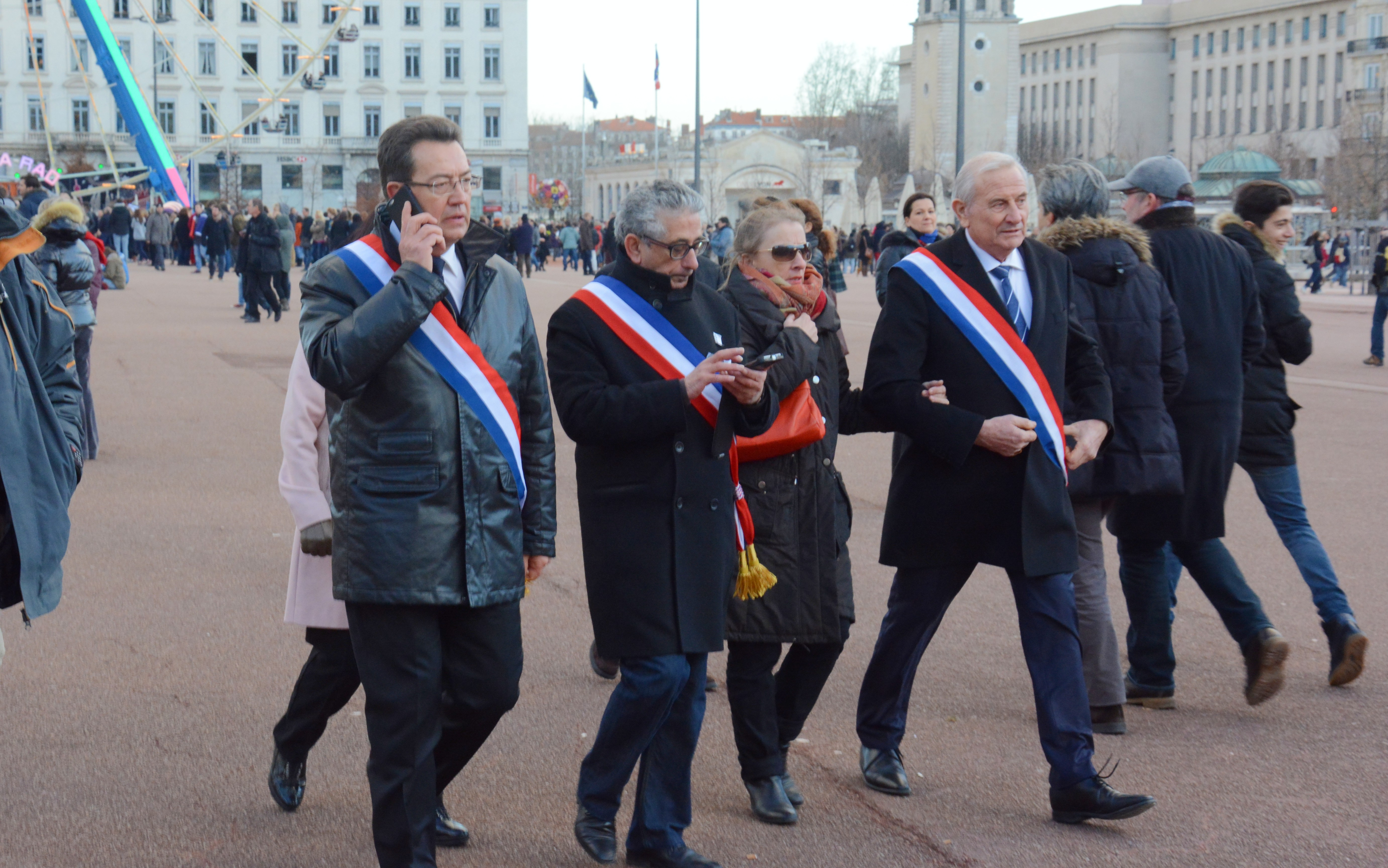
Élus locaux à Lyon.

#### France

##### Politiques
Suivant l'ordre protocolaire :
- François Hollande, président de la République française ;
- Manuel Valls, Premier ministre ;
- Gérard Larcher, président du Sénat ;
- Claude Bartolone, président de l'Assemblée nationale ;
- Nicolas Sarkozy, ancien président de la République ;
- Ségolène Royal, Christiane Taubira, Michel Sapin, Bernard Cazeneuve, Najat Vallaud-Belkacem, Fleur Pellerin, Emmanuel Macron et Harlem Désir, membres du gouvernement ;
- Jean-Marc Ayrault, Édouard Balladur, Édith Cresson, Dominique de Villepin, François Fillon, Michel Rocard, Lionel Jospin, Alain Juppé et Jean-Pierre Raffarin, anciens Premiers ministres ;
- Jean-Louis Debré, président du Conseil constitutionnel ;
- Jean-Marc Sauvé, vice-président du Conseil d'État ;
- Jean-Paul Delevoye, président du Conseil économique, social et environnemental ;
- Jacques Toubon, défenseur des droits ;
- Anne Hidalgo, maire de Paris ;
- Bertrand Delanoë, ancien maire de Paris ;
- Jean-Paul Huchon, président de la région Île-de-France ;
- Patrick Karam, président du conseil représentatif des Français d'outre-mer.

##### Partis
Les partis politiques sont représentés :
- Debout la France : Nicolas Dupont-Aignan, président ;
- EÉLV : Emmanuelle Cosse, secrétaire nationale ; Barbara Pompili et François de Rugy, co-présidents du groupe à l'Assemblée nationale ; Jean-Vincent Placé, président du groupe au Sénat ; Cécile Duflot, ancienne ministre ;
- MoDem : François Bayrou, président ; Nathalie Griesbeck, Robert Rochefort, Marielle de Sarnez et Yann Wehrling ;
- PCF : Pierre Laurent, secrétaire général ;
- PG : Jean-Luc Mélenchon ;
- PRG : Jean-Michel Baylet ;
- PS : Jean-Christophe Cambadélis, Premier secrétaire ; Bruno Le Roux, président du groupe à l'Assemblée nationale ; Didier Guillaume, président du groupe au Sénat ; Aurélie Filippetti, ancienne ministre.
- UDI : Jean-Christophe Lagarde, président ; Philippe Vigier, président du groupe à l'Assemblée nationale ; Jean-Louis Borloo, Yves Jégo, Chantal Jouanno, Laurent Hénart, Hervé Morin, Rama Yade, anciens ministres ;
- UMP : Nicolas Sarkozy, président ; Nathalie Kosciusko-Morizet, vice-présidente ; Philippe Goujon, député de Paris ; Christian Jacob, président du groupe à l'Assemblée nationale ; Benoist Apparu, François Baroin, Xavier Bertrand[67], Jean-François Copé, Patrick Devedjian, Brice Hortefeux, Roger Karoutchi, Bruno Le Maire, Nadine Morano, Valérie Pécresse et Laurent Wauquiez, anciens ministres.

La présidente du Front national, Marine Le Pen, manifeste à Beaucaire.

##### Religieux et communautés

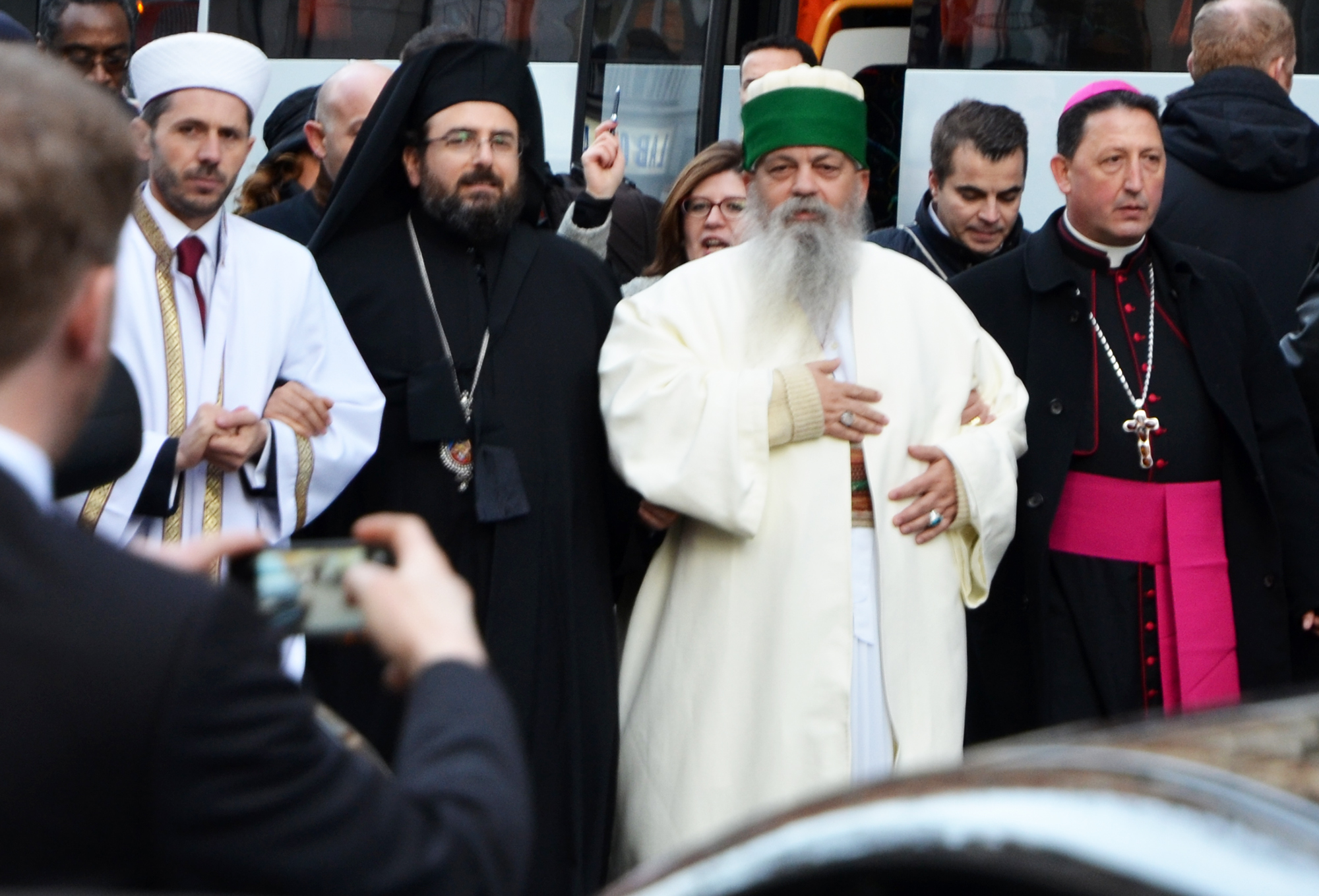
Représentants albanais des communautés sunnite, orthodoxe, bektachi et catholique (Mgr Lucjan Avgustini) lors de la manifestation du 11 janvier 2015- à Paris.

Des responsables religieux sont présents :
- culte catholique :
  - Mgr Pascal Delannoy, représentant la Conférence des évêques de France,
  - Mgr Stanislas Lalanne, évêque de Pontoise,
  - Mgr Lucjan Avgustini, représentant de la Conférence épiscopale d'Albanie ;
- culte israélite et Juifs laïcs :
  - Roger Cukierman, président du Conseil représentatif des institutions juives de France (organe représentatif laïc),
  - Moché Lewin, directeur exécutif de la Conférence des rabbins européens,
  - Joël Mergui, président du Consistoire central israélite de France ;
- culte musulman :
  - Dalil Boubakeur, président du Conseil français du culte musulman et recteur de la Grande Mosquée de Paris,
  - Hassen Chalghoumi, président de l'association culturelle des musulmans de Drancy,
  - Mohammed Moussaoui, président de l'Union des mosquées de France[69],
  - Edmond Brahimaj, chef spirituel bektachi.

Mgr Olivier de Germay défile à Ajaccio.

##### Syndicats
Les représentants de la CFDT Laurent Berger et de FO Jean-Claude Mailly, ainsi que du MEDEF Pierre Gattaz et Laurence Parisot participent à la marche.

##### Organisations diverses
Le scoutisme français et d'autres représentants des mouvements scouts de l'Hexagone ont participé aux marches, ainsi que des représentants des différents ordres maçonniques tel que le Grand Orient de France ou la Fédération française du droit humain.

## Analyses

### Dimension historique
Les historiens Jean-Noël Jeanneney, Pascal Ory, Michel Winock, Jacques Julliard, Max Gallo, Danielle Tartakowsky et Sophie Wahnich conviennent tous de la dimension « historique » ou « inédite » des manifestations vu l’ampleur de la mobilisation, l'étendue à l’ensemble du territoire français, son inspiration unitaire, et le retentissement international qui s'est traduit par la participation exceptionnelle de nombreux représentants d'États étrangers — à ce titre, le 11 janvier est pour Michel Winock la première « journée de l’internationalisme démocratique » de l’histoire.
L'historien Jean Garrigues relève que la présence dans le cortège du Premier ministre Manuel Valls est une première dans l'histoire de la Cinquième République puisque « ni Georges Pompidou, lors de la grande manifestation gaulliste du 30 mai 1968, ni Lionel Jospin lors des défilés de l’entre-deux tours en 2002 n’étaient présents ». En revanche, c'est la seconde fois dans l'histoire du régime qu'un président de la République participe à une manifestation après celle de François Mitterrand à la manifestation parisienne consécutive à la profanation du cimetière juif de Carpentras en mai 1990.

### Raisons du succès

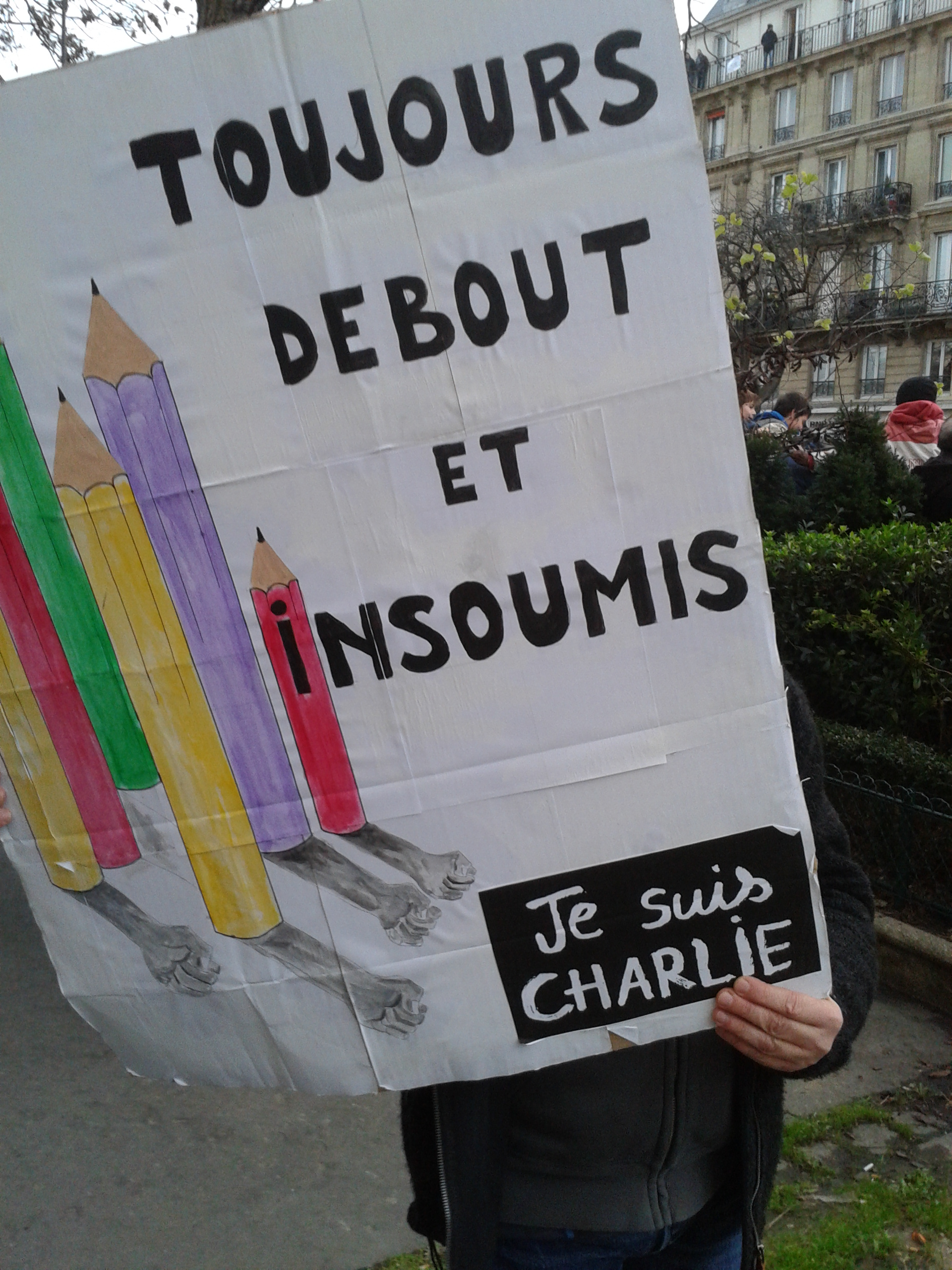
Un manifestant sur le boulevard Voltaire, à Paris.

Selon un sondage d'Harris Interactive, le motif le plus partagé pour participer aux manifestations des 10 et 11 janvier 2015 était de vouloir « défendre les valeurs fondamentales de la République et notamment le respect de la liberté d'expression » (81% étant tout à fait d’accord avec cette proposition),.
Le sociologue Gérôme Truc explique le succès de ces manifestations par plusieurs facteurs :
- la « portée symbolique » que représente l'assassinat de journalistes, propre à susciter une « montée en généralité », d'après l'expression de Luc Boltanski, vers les idéaux démocrates et républicains ;
- « le contexte ouvert par les attentats du 11-Septembre », qui a fait apparaître le terrorisme islamiste comme « une menace larvée permanente qui nous concerne tous » ;
- « le rôle des réseaux sociaux », qui facilitent et accélèrent l'organisation de manifestations spontanées et qui « accentuent la tendance au conformisme à l’œuvre dans toute société en proie à une attaque »[91].

Jacques Julliard explique la singularité des manifestations par le « phénomène internet », « qui n'existait pas autrefois et se traduit par un vécu simultané des événements ».
Pour l'historien Pierre Nora, le succès de la mobilisation et sa diffusion à l'échelle mondiale — contrairement aux attentats du 11 septembre 2001 — s'expliquent par le fait que « la France garde encore l’image du pays des droits de l’homme, et de la liberté ».

### Forme et objet de la mobilisation

#### Catégorisation de la mobilisation
L'historien Pierre Nora qualifie le 11 janvier d'« événement monstre », un concept qu’il avait forgé pour Mai 68, et le compare à d'autres « événements fusionnels porteurs de contradictions » et de « conjuratoire » dont « la France est spécialiste », tels que la Fête de la Fédération, le 13 mai 1958 à Alger, ou mai 68.
Danielle Tartakowsky classe quant à elle ces marches dans la catégorie de la « manifestation-levée en masse », qui « intervient dans une situation de crise majeure » et qui voit le pouvoir et les citoyens se mobiliser contre une menace : elle invoque la bataille de Valmy, évènement inaugurateur de cette catégorie, et le 30 mai 1968, « lorsque les gaullistes sont descendus dans la rue (réunissant 1 million de personnes à Paris selon les organisateurs) pour se défendre face aux mouvements syndicaux, étudiants »,.
D'après le psychiatre Jean-Claude Polack, « la « marche républicaine » du 11 janvier, décrétée par l'État, hérite sans doute beaucoup de la « marche blanche » qui suivit l'affaire Dutroux en Belgique (…) ».
Le politologue Benjamin Berut voit dans ces évènements une « cérémonie télévisuelle », d'après le concept de Daniel Dayan et Elihu Katz : celle-ci se caractérise par le fait d'être attendue et de voir son récit défini avant la production de l'évènement, comme ce fut le cas par exemple pour la mission Apollo 11.
Pour Pierre-Yves Baudot, professeur en sciences politiques, « les marches qui se sont déroulées dans de nombreuses villes de France entre le 7 et le 11 janvier ne sont ni uniquement des manifestations, ni des cérémonies nationales, ni des défilés, ni des funérailles, ni des processions ou des pèlerinages ni des marches. Le 11 janvier emprunte à chacune de ces modalités d’occupation de l’espace public ».

#### Motivations
Pour le psychiatre Serge Tisseron, le rassemblement du 11 janvier reflète « l’idée de faire quelque chose pour gérer l’émotion, une façon de manifester notre puissance, de dire aux terroristes : « on ne se laissera pas faire » ». Ses collègues Marie-Aude Piot et Jean-Marc Guilé décrivent ainsi la manifestation : « Mouvement éminemment polysémique, il fut certes un hommage aux victimes, à ceux qui témoignent de leurs convictions, un clin d’œil à l’irrévérence aussi, mais il fut surtout un sursaut groupal contre la mort ». D'après le sociologue Gérôme Truc, « tous les manifestants ont été portés par l’émotion mais pas par les mêmes ressorts. Par exemple, certains avaient des drapeaux français et chantaient la Marseillaise quand d'autres refusaient de le faire. Ce jour-là, on a essayé de donner du sens à quelque chose d’insaisissable, mais on a ensuite vu revenir d’autres discours, notamment le vote pour le Front national qui n’a pas été affaibli ».

#### Entre communion et diversité
Le sociologue Michel Maffesoli voit dans ces manifestations l'« expression émotionnelle » du passage du modèle social de l'unité à ce qu'il appelle l'« unidiversité », qui mêle diversité et cohésion. Régis Debray, qui fait une analogie avec la Fête de la Fédération, évoque une « communion laïque » qui « a réveillé un certain sacré républicain » à travers « le réflexe vital d’une âme collective en manque d’esprit de corps ». L'historienne Sophie Wahnich compare ces manifestations à l'hommage rendu à Jacques Guillaume Simoneau pendant la Révolution française, à travers l'appel lancé par l'État français et la division de la société française qu'il a entraîné. Pierre-Yves Baudot observe qu'au lendemain des manifestations, les réactions « tendent à faire de ces séquences des moments d’intense communion et de fort rapprochement entre gouvernants et gouvernés », alors que cette lecture pose selon lui trois problèmes :
- « elle crée une équivalence entre « participer » et « adhérer », équivalence problématique à démontrer » ;
- « elle véhicule une représentation spécifique de la foule comme tout homogène, loin de toute attention aux modalités de sa mobilisation » ;
- « l’invocation de la forte participation du peuple fonctionne comme si le rôle de la foule dans ces événements de consensus était toujours le même. Or, de très nombreuses cérémonies de ce type peuvent se dérouler en l’absence de tout public »[95].

#### Slogans et mots d'ordre
Partout en France, les manifestations des 10 et 11 janvier 2015 sont des marches silencieuses[source insuffisante]. Dans un communiqué commun, la Ligue des droits de l'homme, la Licra, le Mrap et SOS Racisme appellent à défiler « sans mot d'ordre ni slogan, sans banderole ni bannière ». L'historien Pascal Ory voit dans l'émancipation des manifestants à l'égard des organisations et leurs slogans individualisés, « le signe de l’individualisme très avancé qui caractérise nos sociétés occidentales ».

#### Applaudissements des forces de l'ordre
D'après Pierre-Yves Baudot, « il n’y a pas beaucoup d’autres occurrences historiques d’applaudissements des forces de l’ordre, même s’il existe d’autres exemples où la présence des forces de police et de l’armée était ambivalente, comme ce fut le cas lors des obsèques d’Adolphe Thiers ».

#### Appellation
Évoquant l'appellation de « marche républicaine », le linguiste Philippe Blanchet estime qu'« on ne voit pas vraiment en quoi le massacre de la rédaction de Charlie Hebdo est une « attaque contre la République ». […] Du coup, on ne comprend pas le sens de l'expression « marche républicaine ». Si ça avait eu lieu en Belgique ou au Royaume-Uni, l'aurait-on appelée « marche monarchique » ? Au Luxembourg, « marche granduchique » et à Andorre « marche principautaire » ? On retrouve ici un des fréquents usages détournés de la notion de république dans le discours médiatique et politique français, comme lorsqu'on parle de « front républicain » pour s'opposer au Front national. Ça n'a rien de particulièrement républicain. En fait on pourrait plutôt dire par exemple « Marche des droits humains » pour s'opposer à l'attaque contre la liberté d'expression, tout comme « Front des droits humains » ou « Front humaniste » aurait beaucoup plus de sens face au programme attentatoire aux Droits humains du Front national ».

### Composition sociologique

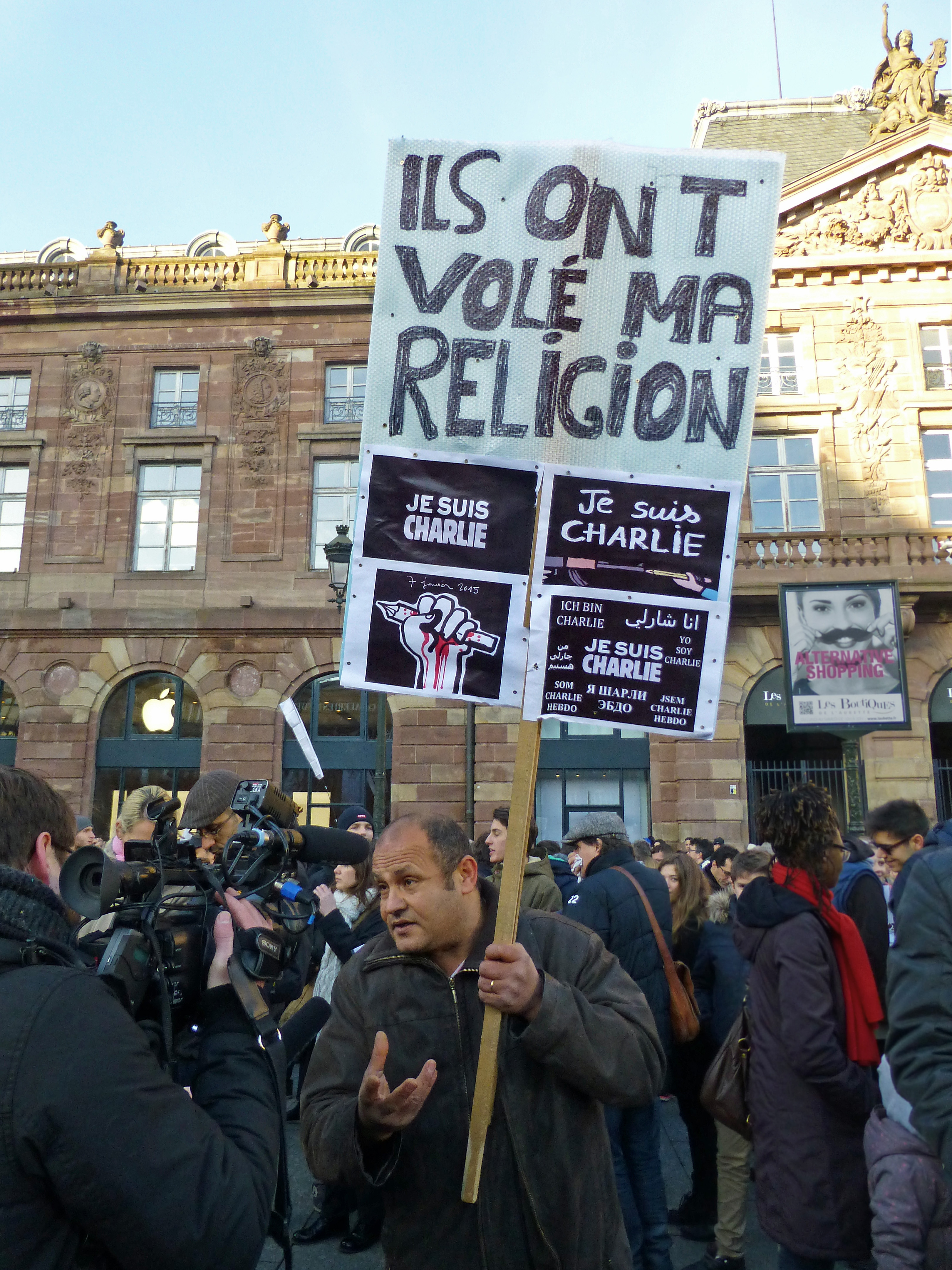
Un manifestant musulman à Strasbourg.

#### Premières analyses
Plusieurs observateurs s'expriment sur le sujet dans les jours et les semaines qui suivent les manifestations. Frédéric Lordon, chercheur au CNRS et économiste hétérodoxe, estime qu'il y aurait « matière à questionner la réalité de l’« union nationale » qu’on célèbre en tous sens. Tout porte à croire, que le cortège parisien, si immense qu’il ait été, s’est montré d’une remarquable homogénéité sociologique : blanc, urbain, éduqué ». Alain Finkielkraut affirme que « la France black-blanc-beur n'était pas là » le 11 janvier. Pour Daniel Sibony qui analyse la montée de l'islamisme, « dans la grande manif pour Charlie Hebdo, les musulmans étaient largement sous représentés ». Le sociologue Jean Baubérot considère que « la manifestation de dimanche [11 janvier] était une manifestation de classe moyenne », et relève la participation de « femmes en foulard qui disaient Je suis Charlie ». Radio France internationale fait également état d'une foule « cosmopolite » comprenant « de nombreux Français d'origine étrangère et notamment d'origine africaine. Et tous étaient des Charlie ». Gilles Leproust, secrétaire général de l’association Ville & Banlieue estime que « les banlieues ont également participé aux marches pour manifester leur horreur ». Le sociologue Gérard Mauger souligne qu'une analyse sociologique de la manifestation parisienne du 11 janvier doit s'attacher à « rendre compte de la morphologie sociale de la foule des manifestants du 11 janvier qui se laissait difficilement cerner à l’œil nu » et « rendre compte aussi des « raisons » qu’avaient ces manifestants d’être descendus dans la rue. L’enquêteur est alors confronté à la polysémie des « Je suis Charlie » (ou celle des « Je ne suis pas Charlie ») ».
Journaliste au Monde, Sylvia Zappi indique que les habitants de banlieue ont été « peu vus dans les défilés de la marche républicaine dimanche 11 janvier », bien que certains aient « assist[é] à un rassemblement près de chez eux, avec ceux qu’ils connaissaient ». À travers un reportage donnant la parole à des Franciliens, elle analyse les raisons pour lesquelles beaucoup ont oscillé « entre le désir de partager leur tristesse, de montrer leur solidarité avec les familles des victimes et le rejet des caricatures de Mahomet qu’avait publiées Charlie Hebdo en 2006 ». Le déficit de mobilisation traduit l'hésitation entre l'effroi face aux attentats et une « incompréhension totale vis-à-vis de caricatures » de ces « Français musulmans, pratiquants ou non [qui] se sont sentis d’abord blessés ». La journaliste, chargée des banlieues dans le quotidien, note que même « les plus impliqués » ont « été peu nombreux à se joindre aux manifestations de soutien à Charlie. Comme si ce monde qui défilait n’était pas le leur. » Elle rappelle la distance sociale qui s'est creusée : « Ils sont nombreux à souligner ce repli, provoqué par la manière dont ces habitants des banlieues se sentent oubliés, relégués », et conclut : « Pourtant, au-delà des doutes, sur le terrain, ils sont nombreux à dire que c’est peut-être le moment de tirer à nouveau la sonnette d’alarme sur la situation des quartiers ».
D'après un sondage de Harris Interactive, environ 20 % des manifestants étaient des ouvriers, ce qui correspond à leur proportion de la population active française (20,6 %). Le sondage relève par ailleurs une sous-représentation des catégories votant le plus à droite ou à l'extrême droite. Un sondage Ifop pour Paris Match, relève que « 97 % de nos concitoyens jugeaient qu’il était nécessaire que les Français se rassemblent par-delà leurs différences et fassent preuve d’unité nationale », et note « d’importants écarts en termes de manifestants pour des villes de tailles comparables ». Il présente une carte « de la mobilisation qui renvoie en creux à celle du vote FN et de l’abstention », puis tente de répondre à la question d'« une moindre mobilisation des musulmans », pour conclure que « l’hypothèse d’un boycott massif des manifestations par les musulmans est donc invalidée même si on peut penser, qu’en tendance, la mobilisation a sans doute été moins forte qu’ailleurs dans cette partie de la population ». L'institut remarque aussi que « s’opposent ainsi une France qui a « décroché » et qui ne s’est pas identifiée outre mesure à ce combat et une France qui va mieux, qui regarde plus positivement l’avenir et qui s’est beaucoup plus mobilisée ».

#### Débat autour deQui est Charlie?d'Emmanuel Todd
Un débat national sur la composition sociologique des manifestations s'ouvre en mai 2015. L'historien Emmanuel Todd, dans son ouvrage Qui est Charlie ? Sociologie d’une crise religieuse, s'appuie sur une cartographie des manifestations pour en déduire une « surmobilisation des catégories moyennes et supérieures de la société, et en particulier de la partie de la France qui est de tradition catholique », et une sous-mobilisation des milieux populaires, des « gosses des banlieues », des « gosses d’origine immigrée ». Pour Todd, ces manifestations sont l'achèvement d'une prise du pouvoir politique par les classes moyennes et des catholiques zombies, européistes et xénophobes.
Le Premier ministre Manuel Valls lui répond le 7 mai 2015 dans une tribune publiée par Le Monde. Le sociologue Vincent Tiberj et la politiste Nonna Mayer mettent en cause le « simplisme » d'Emmanuel Todd consistant à « inférer les comportements individuels des comportements observés au niveau d’un collectif (ville, département, région) », et contredisent ses conclusions en s'appuyant sur un sondage réalisé en mars à la demande de la Commission nationale consultative des droits de l’homme. Le sondage qu'ils emploient pour le contredire est lui-même critiqué par l'Observatoire des sondages, géré par l'universitaire Alain Garrigou, qui ne donne pas raison pour autant à Todd, estimant que « les cartes n'ont jamais rien prouvé ». François Héran, ancien directeur de l’Institut national d’études démographiques (INED), estime quant à lui qu'Emmanuel Todd « manque de méthode. Pour établir les conclusions qu’il avance dans son ouvrage, il faudrait manier une analyse démographique et statistique autrement plus poussée. » Il souligne ainsi « l’extrême réticence des chercheurs à entreprendre une évaluation en profondeur des essais de Todd : il mobilise des facteurs explicatifs venus du fond des âges qui ne sont ni faux ni vrais et qu’il est donc très difficile de valider ou d’infirmer ».
Le politologue Thomas Guénolé prend sa défense, considérant que sa « démonstration sur la sociologie des manifestants est totalement convaincante ». Anne Verjus, directrice de recherche au Centre national de la recherche scientifique, juge elle aussi qu'il faut « défendre la démarche scientifique d’Emmanuel Todd. Une démarche qui consiste à chercher, au-delà des discours des acteurs, les implicites et les intentions non perçues de leurs actions ; une démarche qui ne se conteste pas en produisant des mesures statistiques de discours explicites ; et qui a l’intérêt, je crois, de contribuer à faire émerger d’autres formes de matériaux et de points de vue pour dire le vrai de nos rapports sociaux ».
Un essai signé de Jérôme Fourquet et Alain Mergier, publié par la Fondation Jean-Jaurès au même moment que l'essai d'Emmanuel Todd, complète ou contredit certaines de ses conclusions. En mêlant les données d’études d’opinion et l’analyse d’entretiens qualitatifs avec des membres des classes populaires qui n’ont pas manifesté et n’ont pas de lien biographique avec le monde musulman, cet ouvrage présente une population pour qui les événements semblent « en continuité avec le diagnostic qu’ils avaient de la société », et qui porte un « soupçon généralisé sur toute la population d’origine, même lointaine, immigrée ». Le journaliste Jean-Laurent Cassely estime que cet essai et Qui est Charlie ? d'Emmanuel Todd « concordent sur un point, central : le 11 janvier a confirmé plutôt que révélé un double clivage politique français qui a une dimension verticale (le peuple contre sa partie la mieux socialement intégrée) et horizontale (des classes populaires de plus en plus divisées en sous-groupes en fonction de leur origine ethnique) ».
Luc Rouban publie une enquête pour le CEVIPOF qui va à l'encontre des observations d'Emmanuel Todd en comparant les populations de manifestants et de non-manifestants. Il conclut entre autres que la proportion de manifestants catholiques était moindre que celle des non-manifestants catholiques, que ces manifestants étaient plutôt de gauche et « que l’islamophobie est surtout portée par ceux qui n’ont pas manifesté ».
Pour Pierre-Yves Baudot, la controverse autour du livre d'Emmanuel Todd « se focalisait sur une question à laquelle aucune réponse évidente ne peut être donnée, et pour cause. Pour se tenir et pour tenir, le consensus doit réussir à préserver le plus grand flou sur ses raisons d’être, en recourant à des formules extrêmement larges, indéfinies et indéfinissables : qui peut dire précisément ce qu’être Charlie veut dire et qui pourrait prétendre être légitime pour en fixer unilatéralement le sens ? Pour se déployer, le consensus fonctionne sur l’évitement : ne surtout pas spécifier ce pourquoi marchaient exactement les participants aux défilés du 11 janvier ».
Le philosophe Vincent Coussedière considère que les interprétations contradictoires autour du message des manifestants se heurtent au fait que « le 11 janvier 2015 ne porte aucun message politique particulier. Il n'y a pas d'« esprit du 11 janvier ». Il y a un corps du 11 janvier. Et ce corps n'est pas celui du peuple, mais d'une foule ou d'une masse, agrégée là par l'émotion. Dire cela, ce n'est pas porter un jugement de valeur sur ce qui s'est passé, c'est distinguer différents ordres de l'expérience humaine ». À travers la « querelle franco-française d'intellectuels » autour des manifestations, il souligne l'importance accordée par ces derniers à « la posture morale à afficher » par rapport à un événement et estime qu'il s'agit d'un quitus objectif accordé aux commanditaires des attentats par les élites françaises qui jouent ainsi « le rôle d'amplificateurs et de porte-voix d'une division naissante et dramatique à l'intérieur même du peuple français ».

## Développements
Dans les jours qui suivent, de nombreux responsables politiques appellent à faire perdurer « l'esprit du 11 janvier », dont le Premier ministre Manuel Valls lors d'un discours à l'Assemblée nationale qui lui vaut plusieurs ovations,,,.
Le 20 janvier, à l’occasion des vœux aux Corps constitués et aux bureaux de l'Assemblée nationale et du Sénat, le président François Hollande prononce un discours sur le thème de l’union nationale : « L’esprit du 11 janvier doit désormais inspirer notre action dans la durée […] Une fois encore nos institutions, nos principes ont montré leur robustesse et leur solidité. Les déclinistes croyaient que les ressorts de la France étaient brisés, mais elle s’est mise debout avec la plus grande vigueur. C’est à nous, élus et fonctionnaires, de préserver cet état d’esprit ».
La journaliste Sylvie Kauffmann considère que contrairement à la société américaine après les attentats du 11 septembre 2001 ou la société chinoise après le séisme de 2008 au Sichuan, l'unité nationale s'est rapidement fissurée en France et a laissé place à un « couvre-feu émotionnel ». Pour le psychiatre Serge Tisseron, « les fractures qui sont apparues à cette occasion ont fait peur − notamment au gouvernement ». Gérôme Truc contredit cette idée : « Nous avons étudié combien de temps avait duré le renforcement de la cohésion sociale aux États-Unis [après les attentats du 11 septembre 2001] : seulement quelques semaines. Trois mois après, on passe à autre chose, et neuf mois après, on revient complètement à la normale ». Régis Debray met en garde contre l'« apparition d’un maccarthysme démocratique » : « Presse, radios, télés ont fait flotter un moment dans le pays, relayés par le gouvernement qui les relayait (la boucle classique), une suspicion généralisée, certains lançant une chasse aux traîtres équivoques ou déclarés ». Pierre-Yves Baudot relève que « c’est au nom de la liberté d’expression que s’est réduit l’espace de ce qu’il est possible de dire et de faire dans cette période. Les événements de consensus se caractérisent par la réduction de l’espace des prises de position possibles ».
Quelques initiatives citoyennes se mettent en place pour prolonger les manifestations : des lycéens organisent une « marche de l'unité » de Bordeaux à Paris longue de 600 km et le journaliste réalisateur Romain Potocki lance le mouvement #JeMarcheAvecToi pour inviter les internautes à partager photos et vidéos afin d'affirmer l’existence d’une France solidaire, généreuse et fraternelle. Elles semblent cependant marginales, isolées et peu relayées. Le 11 avril 2015, quelques dizaines de personnes se rassemblent sur la place de la République, répondant à l’appel #RallumerRépu lancé sur les réseaux sociaux, pour poursuivre la mobilisation.
En mai 2015, à l'initiative de Bernard Reynès, une trentaine de députés UMP déposent une proposition de loi pour faire du 11 janvier « une journée d'unité nationale et de lutte contre le terrorisme ».
En mai 2015, Le Monde dénombre « une quinzaine de livres liés directement ou indirectement au 11 janvier qui se trouvent dans les librairies ». Ceux-ci rencontrent un certain succès auprès du public, de même que des livres réédités tels que le Traité sur la tolérance de Voltaire, réimprimé et vendu à plus de 90 000 exemplaires par les éditions Folio-Gallimard depuis les attentats de janvier.
À cette même période, le philosophe Vincent Coussedière relève que « le 11 janvier 2015 s'est substitué, dans le commentaire politique et intellectuel, au 7 janvier 2015. Tout montre que le débat s'est désormais centré sur la réaction au 7, et non sur le 7 lui-même ».
En septembre 2015 naît l'association « Onze janvier ». Elle est présidée par Mohamed Sifaoui et compte parmi ses membres l'Association française des victimes du terrorisme et Conspiracy Watch. Elle « a pour objet, selon ses statuts, la défense, la propagation, la diffusion et la consolidation dans la société et au-delà du territoire national des principes démocratiques […]. ». Mohamed Sifaoui précise que le nom de l'association a été choisi pour s'opposer à la thèse d'Emmanuel Todd dans son ouvrage Qui est Charlie ?, « pour montrer que la réaction spontanée, sincère, républicaine de l'écrasante majorité des Français n'était pas l'expression d'un quelconque sentiment rance ou d'idées haineuses, mais la preuve que les républicains sont, bel et bien, majoritaires dans ce pays ».
À l'international, les manifestations françaises mènent à certains évènements tragiques. À Zinder au Niger, une grande marche est organisée le 15 janvier 2015 en annexe à la prière du vendredi, pour protester contre la participation qu'avait fait le président de la République du Niger, Mahamadou Issoufou, en expression de sympathie aux victimes de l'acte terroriste. La manifestation devient violente : le centre culturel français, des églises, des écoles confessionnelles et un nombre important de domiciles et de lieux de commerce de familles de confession chrétiennes sont saccagés. Les attaques sont reprises le lendemain dans la capitale Niamey et plusieurs autres villes.

## Dans les arts
Dans un texte publié par Le Monde et intitulé « Lettre à ma fille, au lendemain du 11 janvier 2015 », J. M. G. Le Clézio célèbre la manifestation parisienne quelques jours après :

« Pendant cet instant miraculeux, les barrières des classes et des origines, les différences des croyances, les murs séparant les êtres n’existaient plus. Il n’y avait qu’un seul peuple de France, multiple et unique, divers et battant d’un même cœur. J’espère que, de ce jour, tous ceux, toutes celles qui étaient avec toi continueront de marcher dans leur tête, dans leur esprit, et qu’après eux leurs enfants et leurs petits-enfants continueront cette marche. »

Sur l'album De l'amour de Johnny Hallyday, sorti le 13 novembre 2015, figure Un dimanche de janvier, une chanson faisant référence à la marche du 11 janvier, coécrite par Jeanne Cherhal (paroles) et Yodelice (musique). Le chanteur l'interprète notamment lors d'un concert à l'AccorHotels Arena en hommage aux victimes des attentats du 13 novembre 2015. Après sa désignation pour l'interpréter le 10 janvier 2016 lors de la cérémonie d'hommage aux victimes sur la place de la République, certains proches des dessinateurs de Charlie Hebdo, qui l'ont souvent raillé, font part de leur désapprobation,.
Le 6 janvier 2016, le scénariste Serge Lehman et le dessinateur Gess publient aux éditions Delcourt une bande dessinée intitulée L'Esprit du 11 janvier. Une enquête mythologique, ouvrage qualifié de « fiction documentée » par l'historien Pascal Ory. Les auteurs disent avoir voulu « arracher ces événements à la sphère purement policière et juridique » pour en proposer « un témoignage de son caractère quasi sacré ».
Le chanteur Renaud relate sa participation au défilé parisien dans sa chanson J'ai embrassé un flic, publiée en avril 2016.